# Пес свійський
Пес сві́йський або сві́йський соба́ка (Canis lupus familiaris) — культигенна тварина, одомашнена форма вовка. Свійський пес був одним з найбільш широко застосовуваних службових та компанійських тварин протягом всієї історії людства.
За різними оцінками, одомашнення вовка (собак) відбулося 15,000 років тому. Дослідження мітохондріальної ДНК показує, що розділення еволюційних ліній собак і вовків відбулося близько 18,000 років тому. Собака швидко став незамінним у всіх світових культурах та був дуже цінним у ранніх людських поселеннях. Зокрема вважають, що успішна еміграція через Берингову протоку була б неможливою без їздових собак. Собаки виконують багато видів робіт для людей, таких як полювання, охорона, служба в поліції та військах, а також собаки допомагають пасти стада худоби, допомагають особам з інвалідністю та служать компанійськими сімейними собаками. Ця універсальність, більша, ніж практично в будь-якої іншої відомої людству тварини, дала собаці прізвисько «найкращий друг людини». За підрахунками, на планеті на 2015 рік проживало ~525 млн собак.
Завдяки селекції було виведено сотні різноманітних порід і нині між собаками різних порід виявляють більше психологічних та морфологічних відмінностей, ніж у будь-яких інших наземних ссавців. Наприклад, висота в холці може варіювати від кількох сантиметрів (чихуахуа) до майже метра (ірландський вовкодав, великий данець); забарвлення — від білого до чорного, включаючи світло-жовте, сіре, коричневе з великим розмаїттям відтінків.

## Походження та історія
Тривалий час існували припущення, що пращурами собак могли бути не вовки, а якийсь інший вид з родини вовчих, такий як шакали, койоти, гривасті вовки, існували навіть версії про походження собак від гієн чи лисиць тощо.
Проте відкриття останніх десятиліть у царині молекулярної генетики однозначно довели, що собаки — це лише підвид вовків. Вовки і зараз живуть у найрізноманітніших умовах. Їхній ареал, тобто територія поширення, дуже широкий. А раніше, 10—15 тисяч років тому, вовки були розповсюджені ще ширше.
При аналізі мітохондріальної ДНК, що передається лише по жіночій лінії, було виявлено, що всі породи собак пішли від вовчиць підвиду азійського вовка (за деякими даними, це окремий вид вовків), які мешкають від Леванту до Індії.
Звісно, «первісні» напівдикі собаки, пересуваючись разом із людьми по всьому світі, спарювалися і з аборигенними вовками, тож наявні різні лінії, але найзначнішим є вклад азійського вовка.
Це перша одомашнена тварина, яка протягом віків супроводжувала людину. Спочатку в полюванні, згодом — для випасу худоби й захисту від хижаків інших домашніх тварин та оселі. Також собаки використовувалися для тягання нарт, візків та волокуш.

### Експерименти Бєляєва
Академік Дмитро Беляєв провів експеримент з дикими сріблясто-чорними лисицями. Упродовж кількох поколінь для розведення залишали ті екземпляри, що найбільш «лояльно» ставилися до людини, ті, що виявляли найменшу агресивність. Учені хотіли вивести лисицю, що ставилася б до людини, як собака. Тобто вирішили в умовах експерименту ще раз пройти шлях створення нової домашньої тварини — не прирученої, а саме домашньої — з вродженим доброзичливим ставленням до людини.
Ефект добору посилювався з кожним поколінням. Найбільше толерантні до людини лисички почали шукати контакт із людиною, навіть незнайомою, а знайомим людям вони раділи, лизали їхні обличчя й руки.
Змінилася здатність до розмноження — дика лисиця дає потомство один раз на рік, навесні, а піддослідні — двічі, і не лише навесні. У деяких прокинувся інстинкт охоронця, дехто почав гавкати, скавуліти, як собака, лисиці почали лащитися до людей і махати хвостом. Та й самі хвости теж змінилися — з'явилися хвостики, загнуті, як у лайок. З'явилися й висячі вуха. З'явився й новий колір шерсті — білі «зірочки» на голові, білі й бурі плями на боках.
Дослідження показали, що в крові змінився вміст гормонів, а в головному мозку зросла кількість серотоніну, речовини, яка гальмує прояв агресивності. Це змінене гормональне тло розбудило, змусило працювати гени, що завжди були у лисиці, але раніше немовби «спали».

## Породи
Порода — це група тварин, що мають спільне походження й спільні риси, які передаються спадково.
Зараз ми кажемо «стародавня порода», а люди впродовж багатьох століть вели добір, не замислюючись над тим, що вони виводять якусь породу собак або ж інших тварин. Добір був твердий, а часто жорстокий. Непотрібних убивали. А якщо був потрібен новий чотириногий працівник, залишали цуценят лише від працьовитих батьків — аби й цуценя теж виросло трудящим. Як визначити, чи буде воно таким, по маленькому цуценяті? Найпростіше вибрати схожого на батьків-трудівників. Як визначити схожість? Найлегше зробити це за типом, за кольором шерсті. І якщо місцевість, де використовують цих собак, невелика, то формується порода, однорідна не тільки за робочими характеристиками, а й за типом, забарвленням шерсті та іншими зовнішніми ознаками.
Саме так формувалися так звані аборигенні породи. Є ще й заводські породи — продукт пізнішого часу, організованого собаківництва. Це або аборигенні породи, офіційно визнані кінологічними організаціями, або ж заново створені.
Людям властиво систематизувати своє оточення, тому породи собак поділяють на групи. Можна за призначенням — мисливські, службові й декоративні. Але зараз багато порід здобувають нові спеціальності, наприклад мисливці лабрадори й біглі працюють ще й як службові собаки, окрім того, собак практично всіх порід люди тримають як компаньйонів. Тому зараз собак поєднують у групи швидше за спільністю давніх коренів: мастифоподібні собаки, вівчарські собаки, даксхунди, тер'єри, хорти тощо.
У наш час існують більше 300 порід собак, які зовсім не схожі одна на одну, але процес створення нових триває й зараз.
Породи живуть своїм життям — з'являються, діляться й зникають через примхи долі й втрату інтересу до них. А зараз ЮНЕСКО оголосила всі наявні породи домашніх тварин надбанням людства.

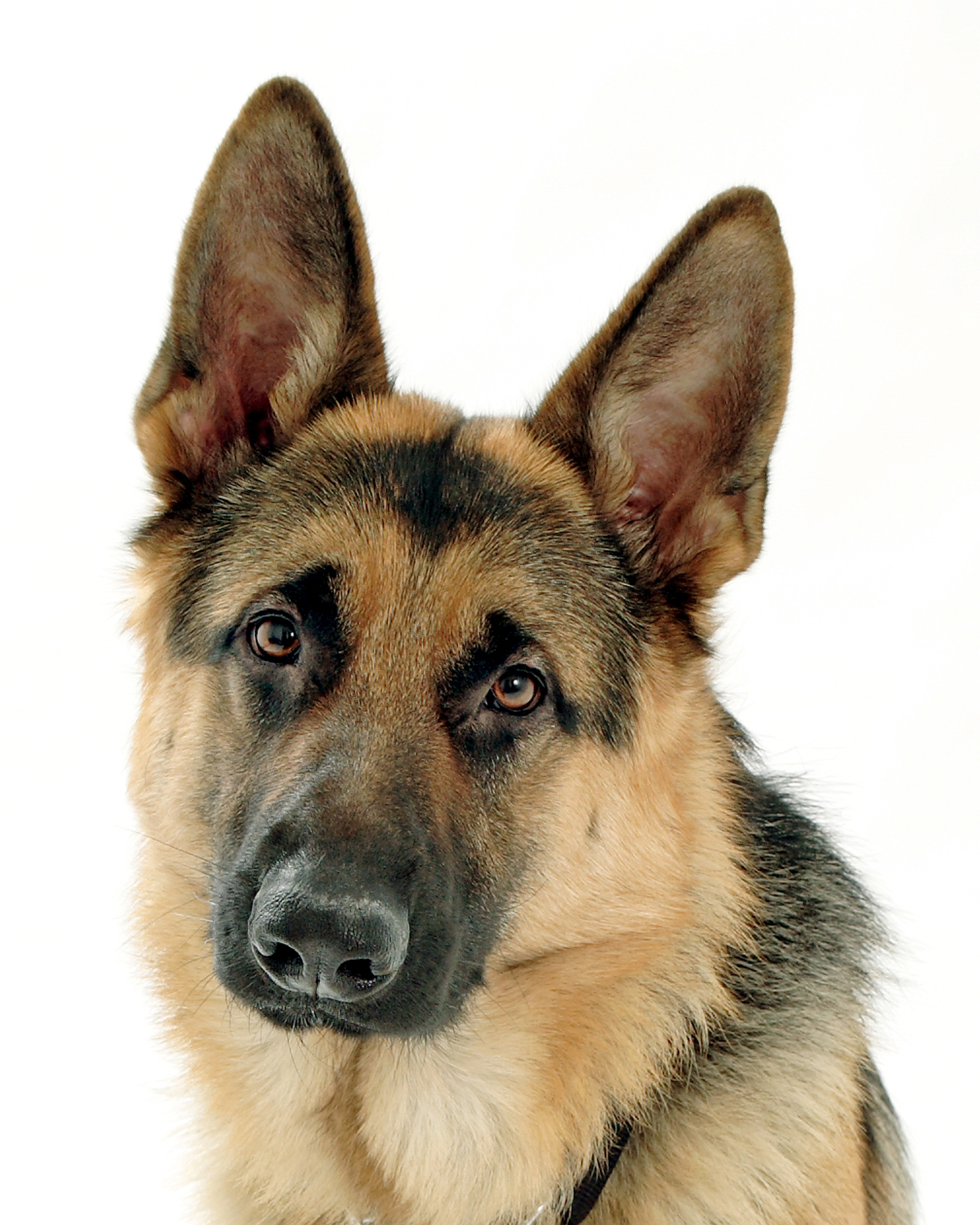
Німецька вівчарка
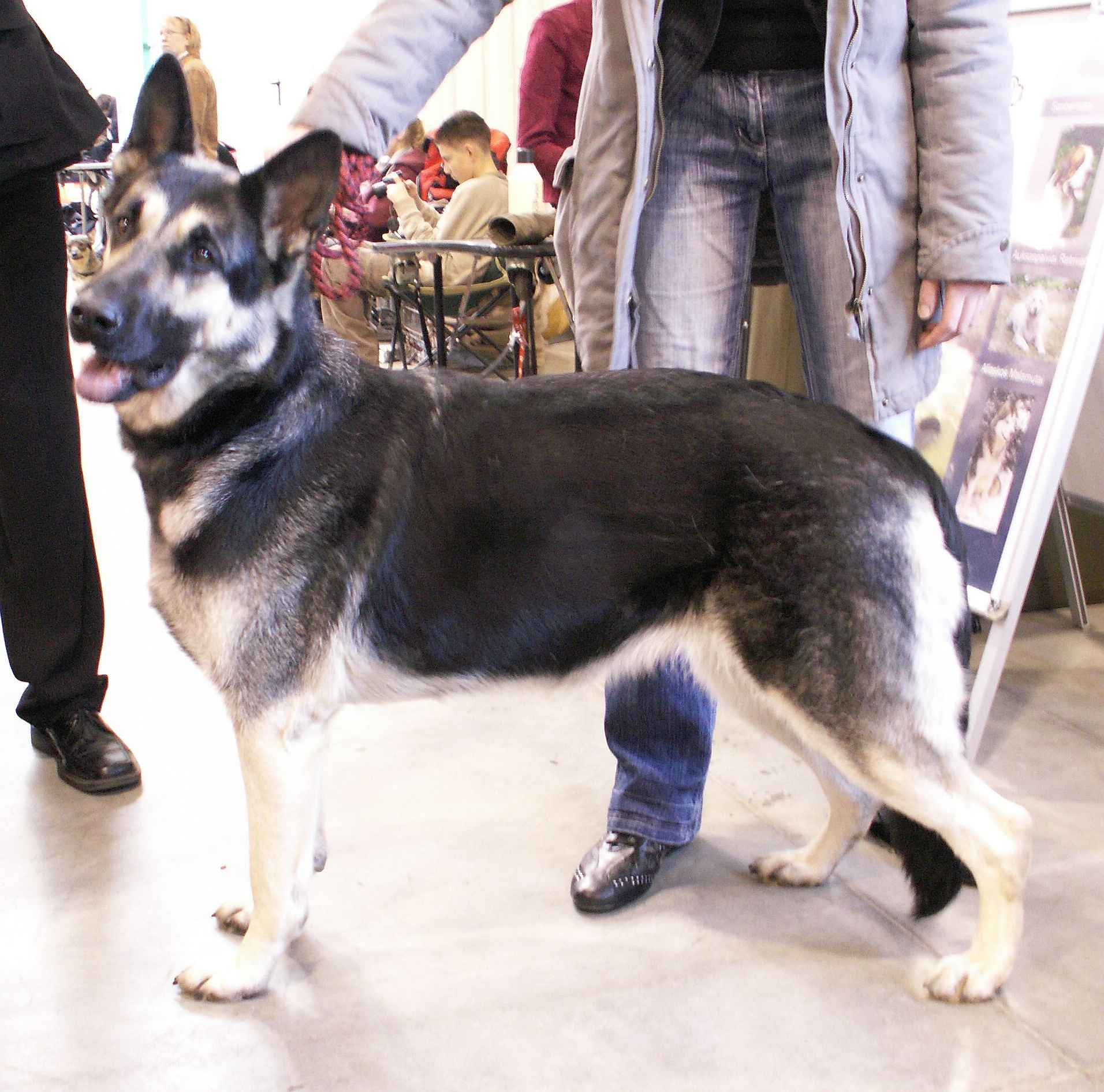
Східноєвропейська вівчарка
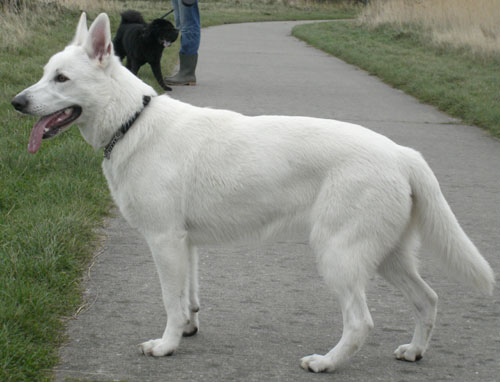
Швейцарська біла вівчарка
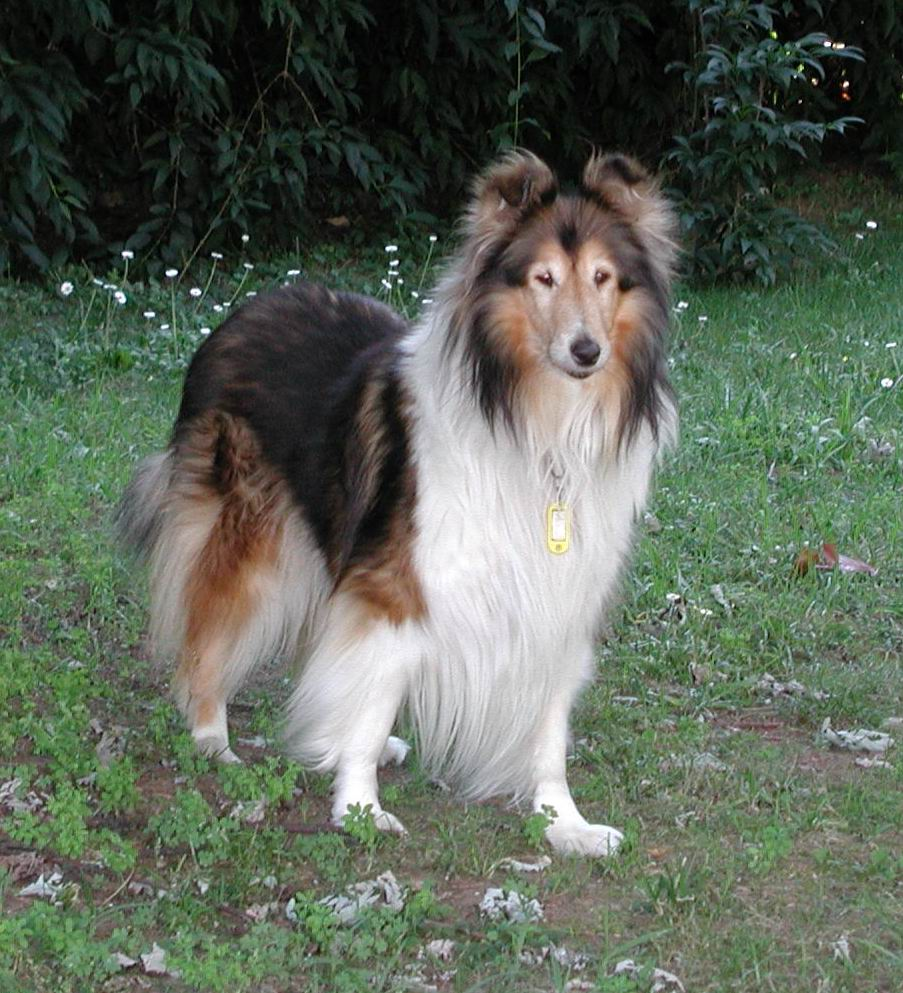
Колі довгошерстий
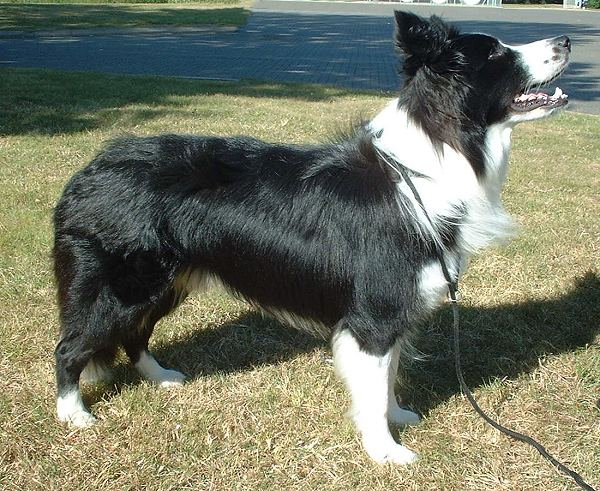
Бордер-колі
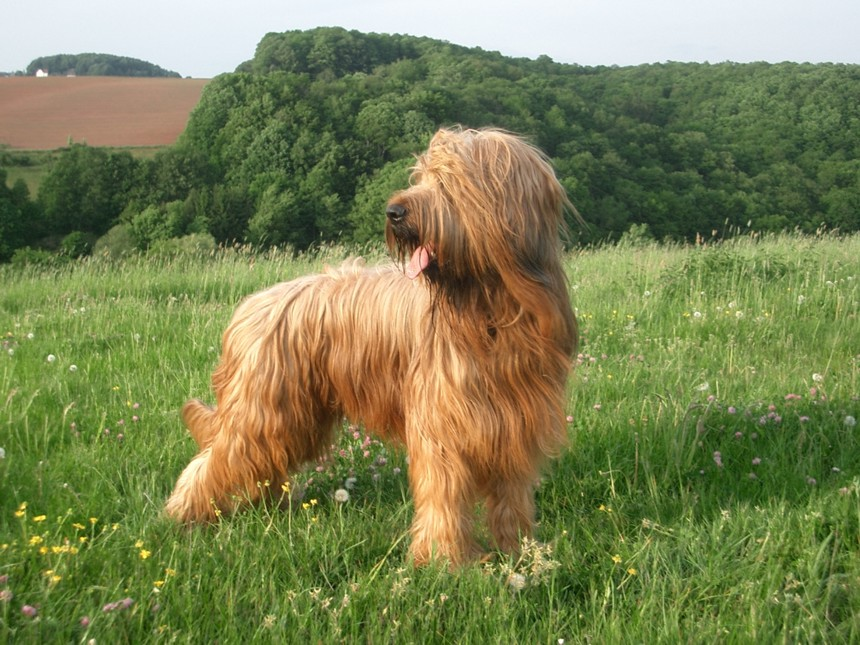
Бріард
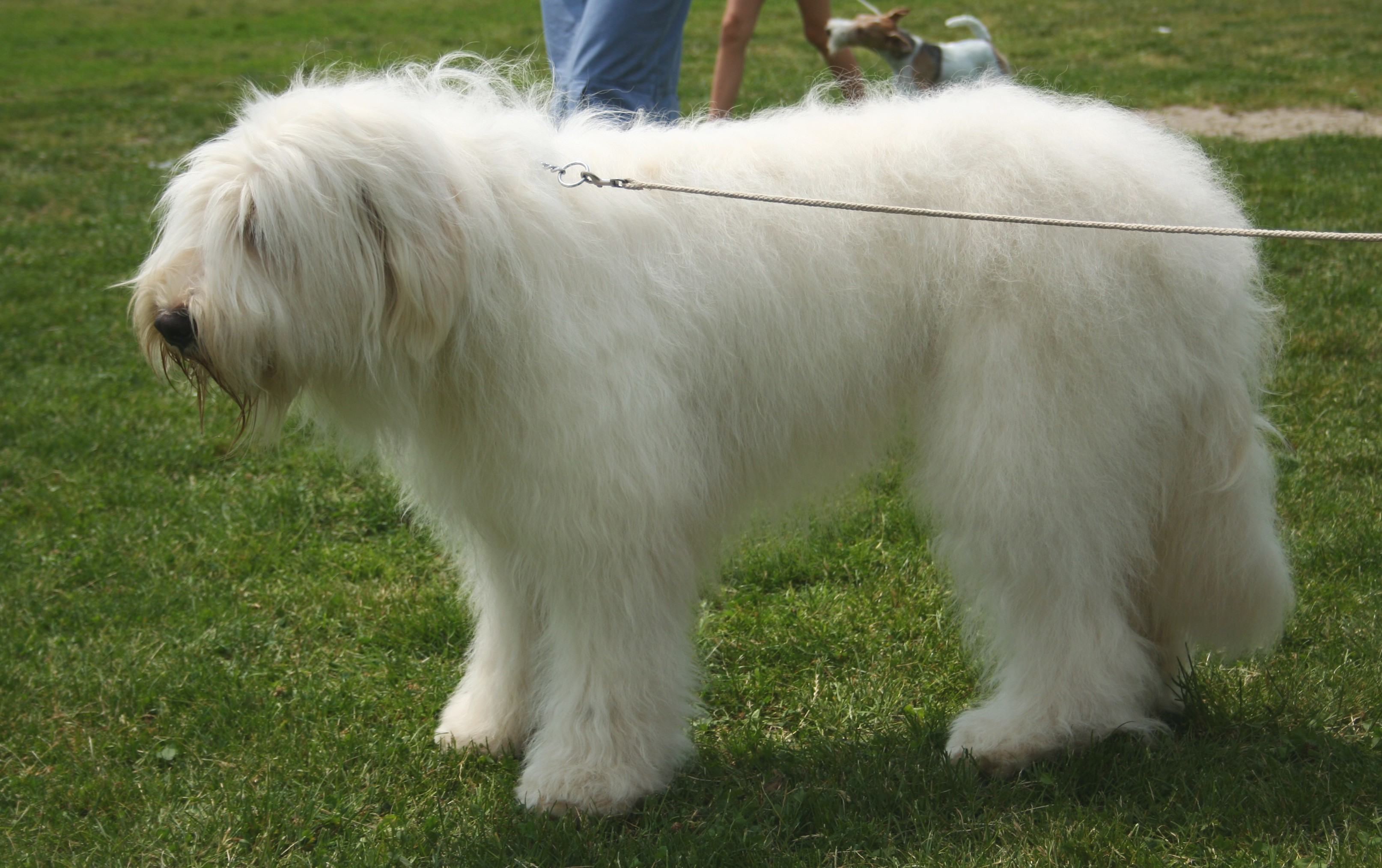
Українська вівчарка
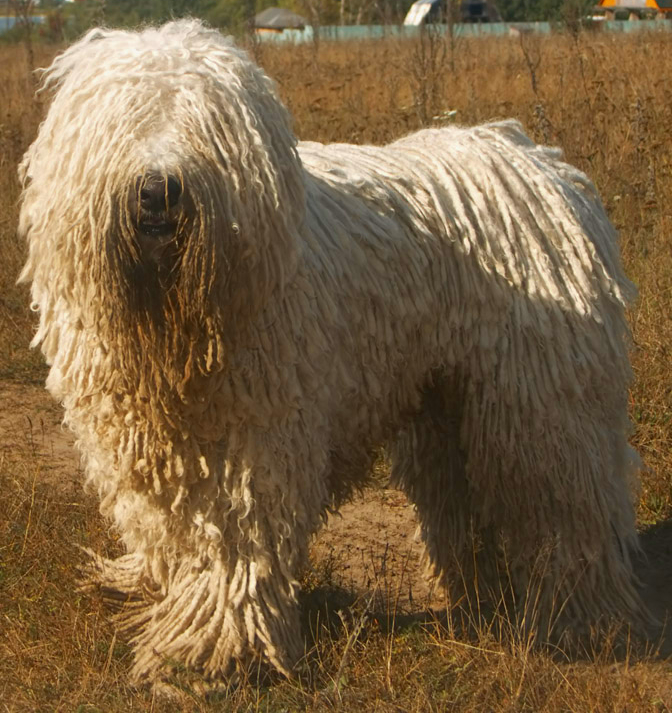
Комондор
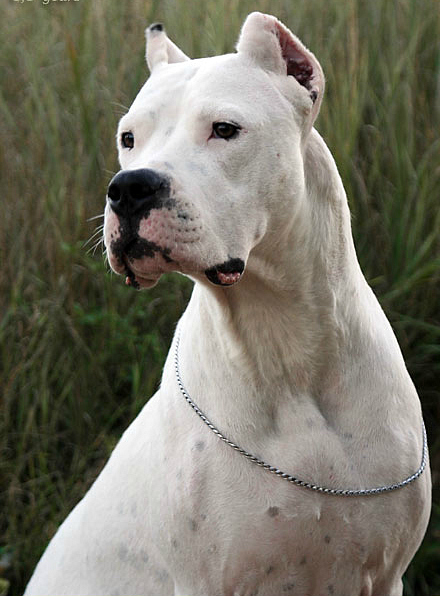
Доґо-аргентино
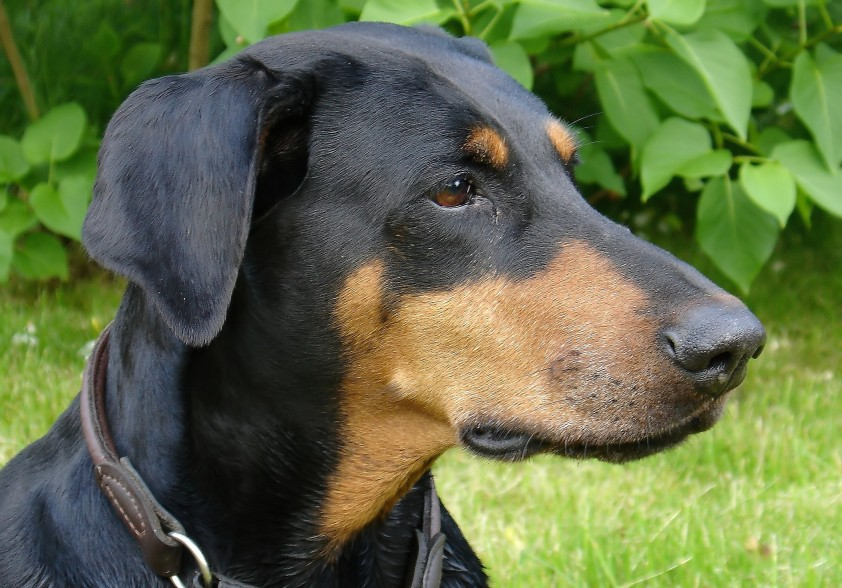
Доберман
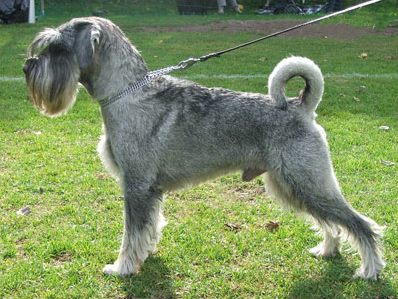
Шнауцер
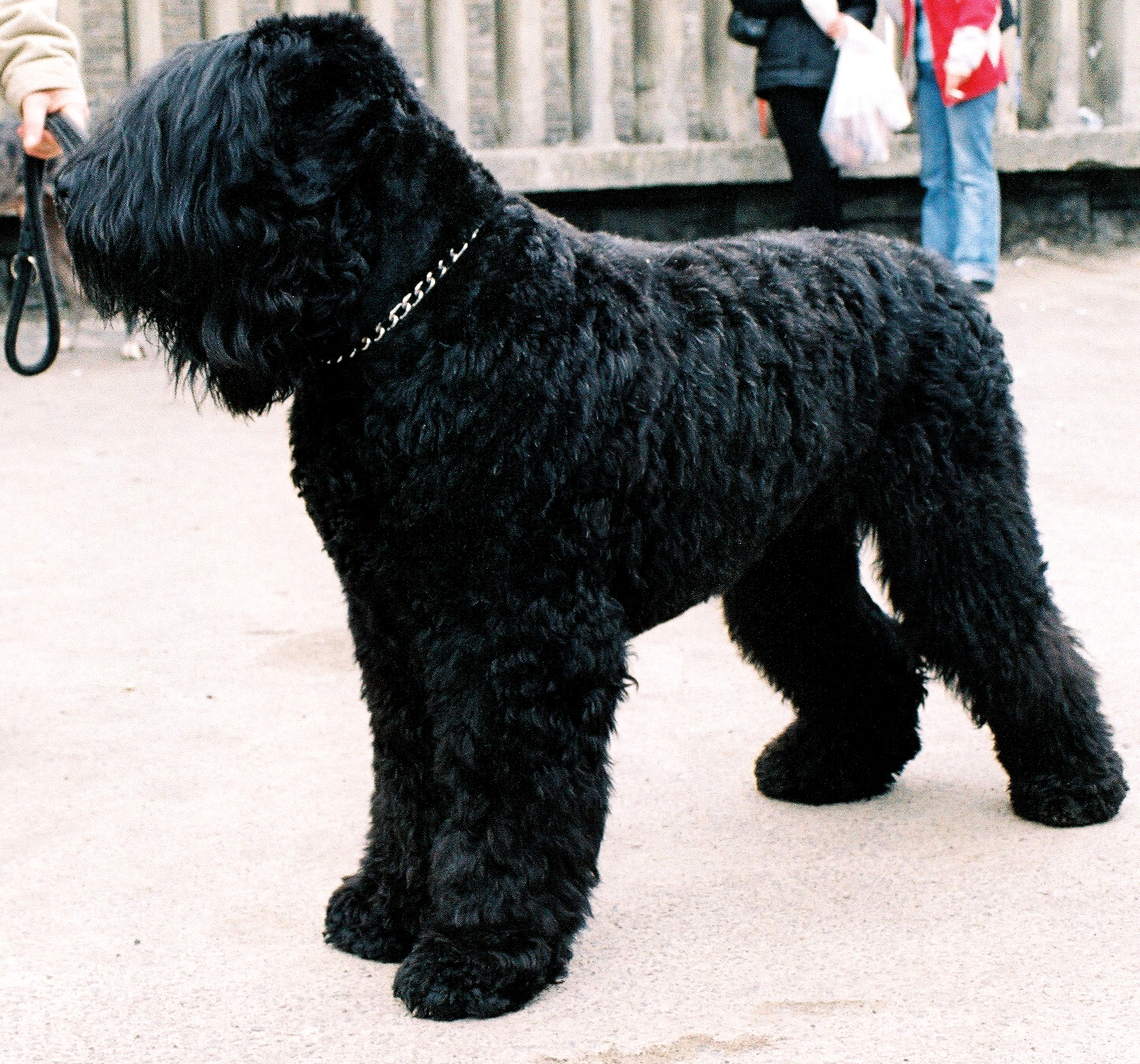
Російський чорний тер'єр
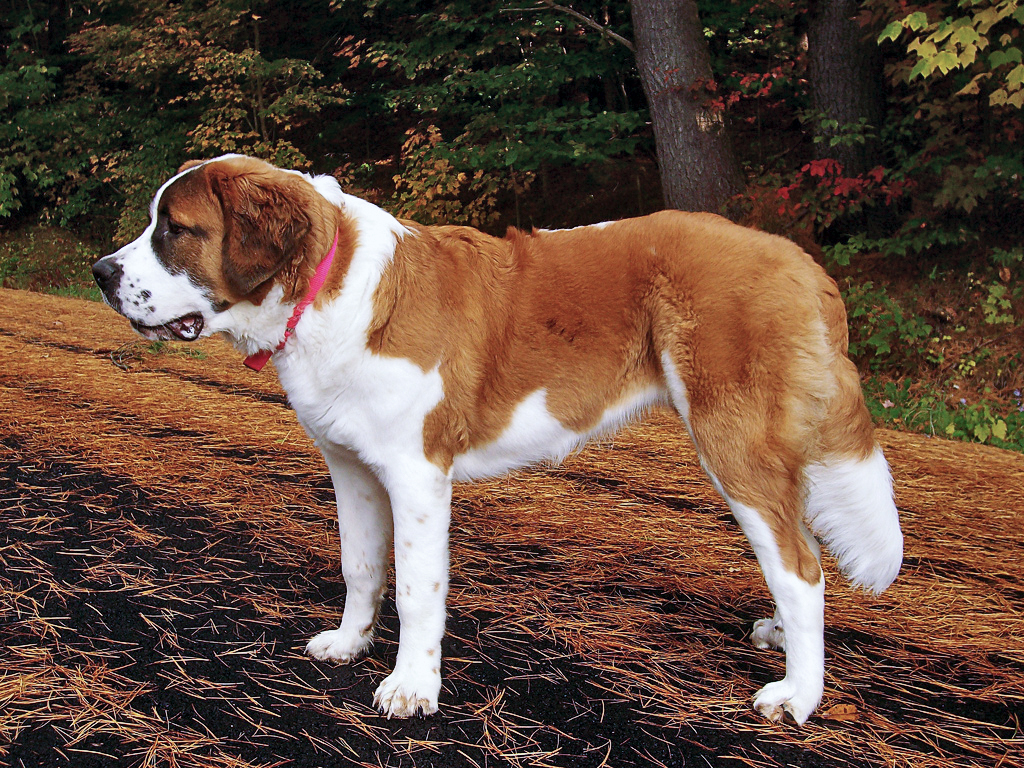
Сенбернар
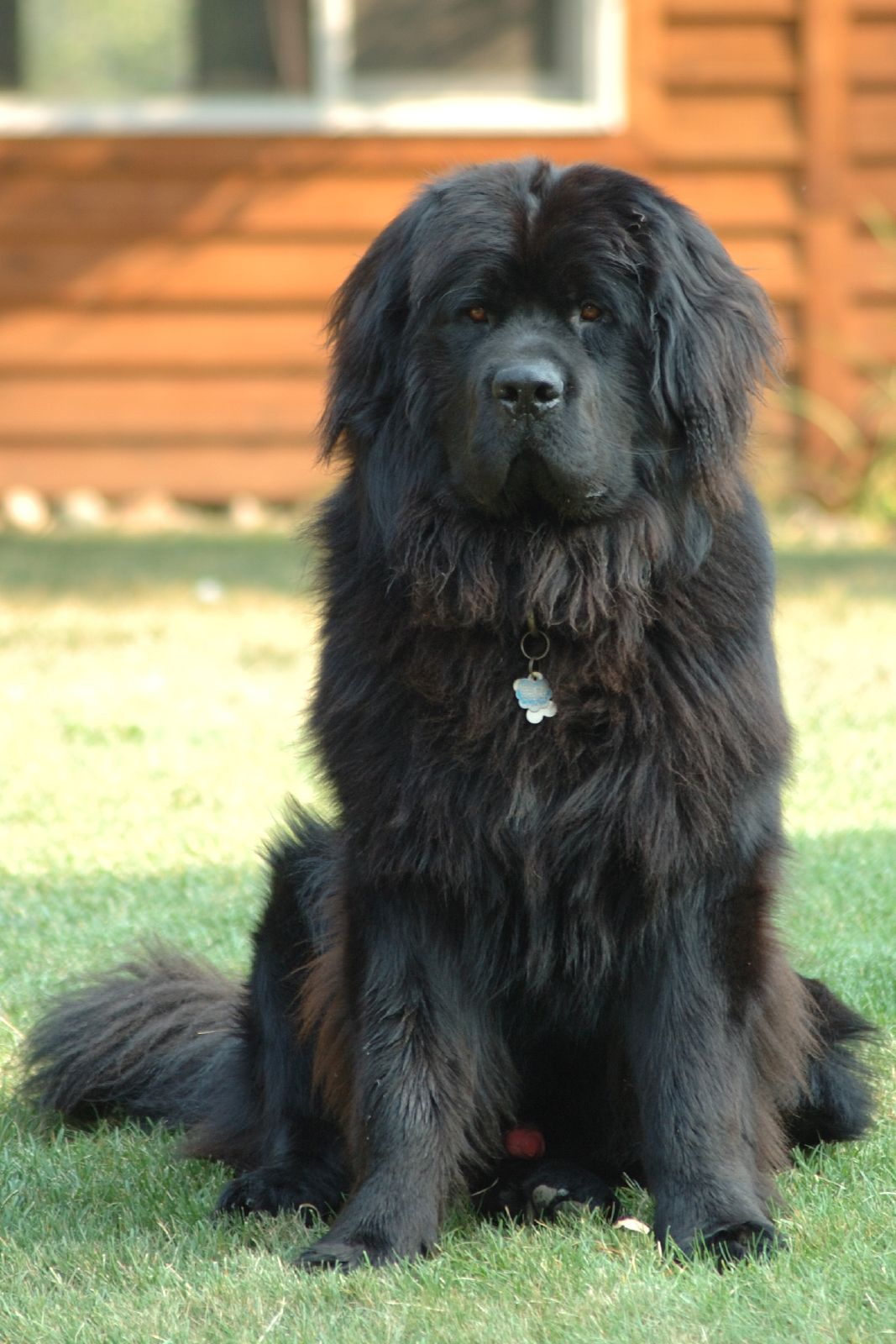
Ньюфаундленд
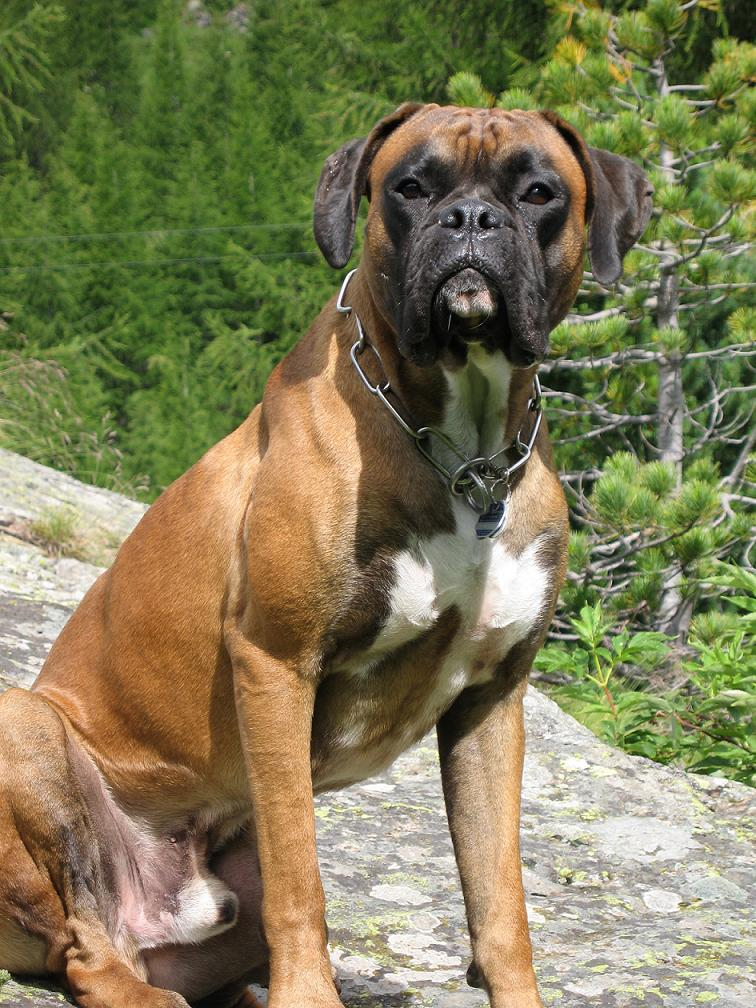
Боксер
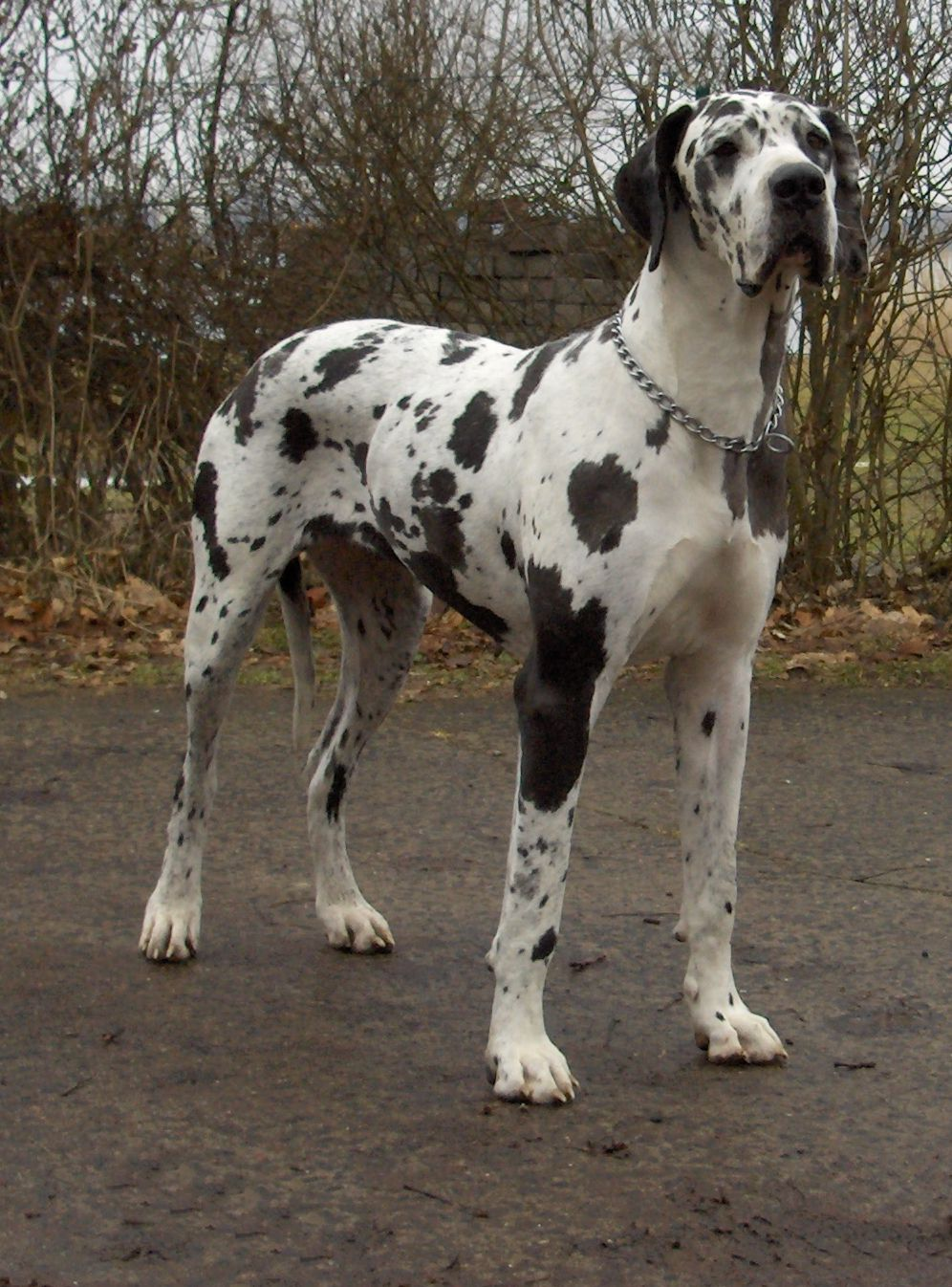
Великий данець
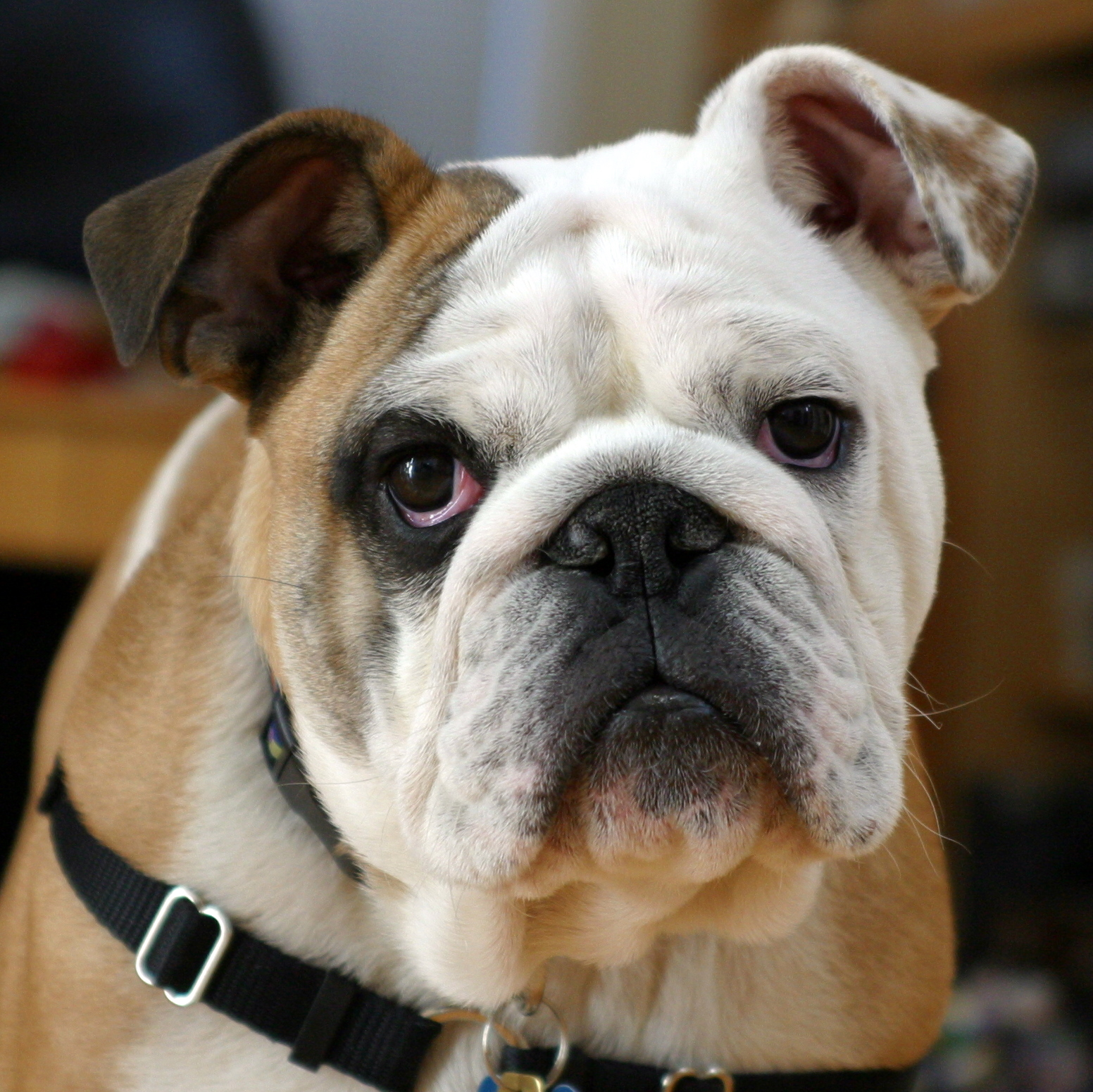
Бульдоґ
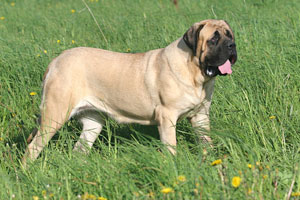
Мастиф
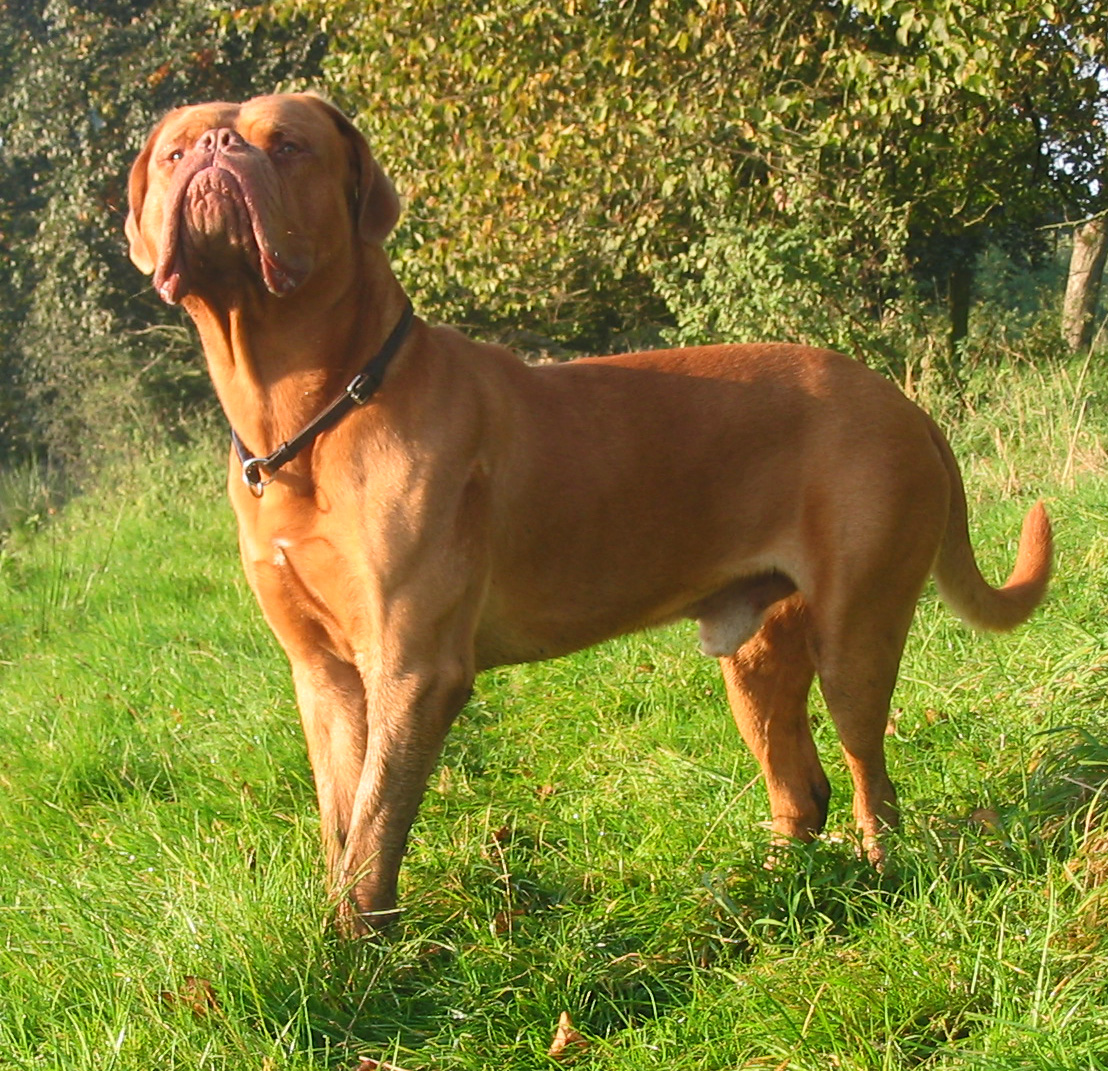
Доґо-де-бордо
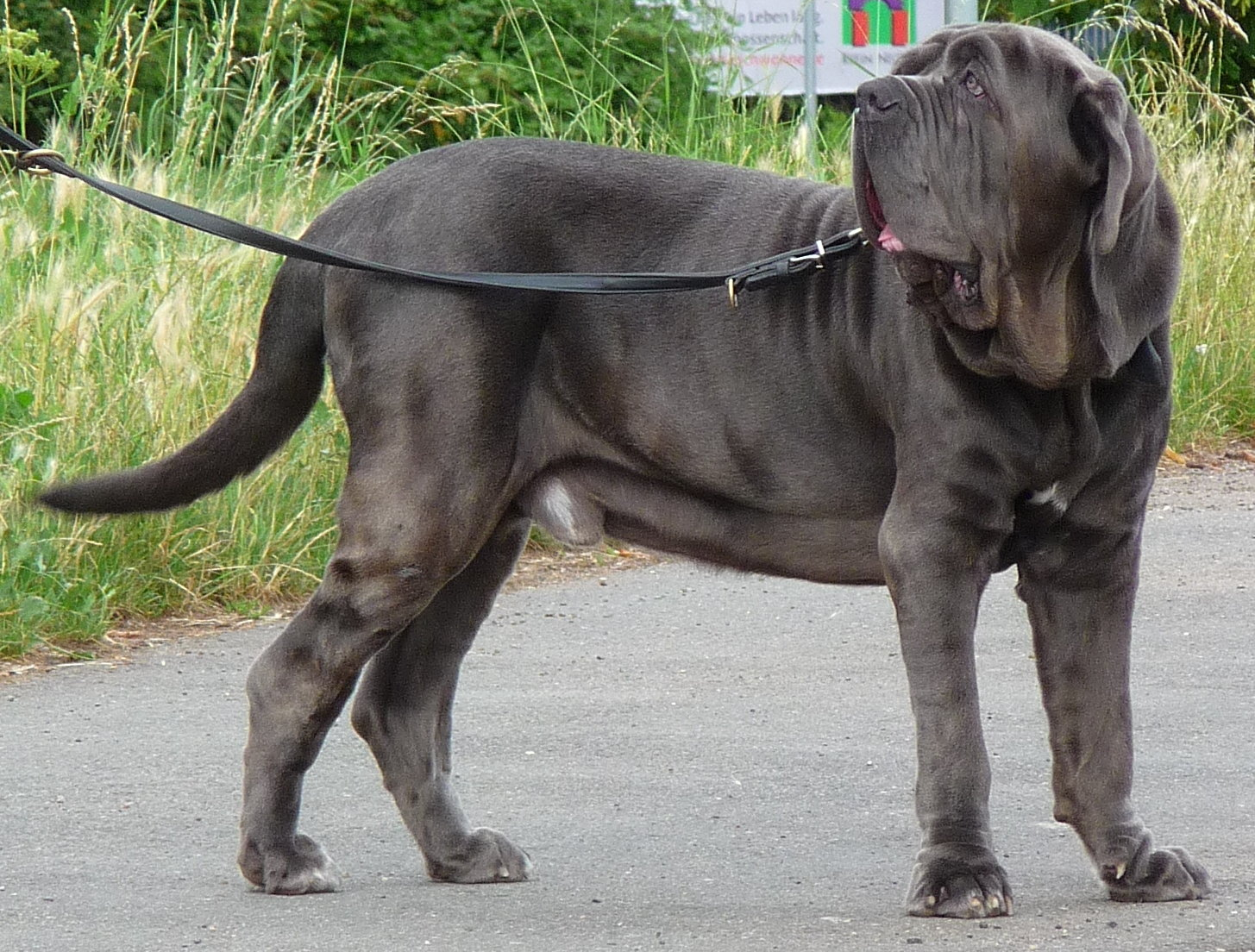
Неаполітанський мастиф
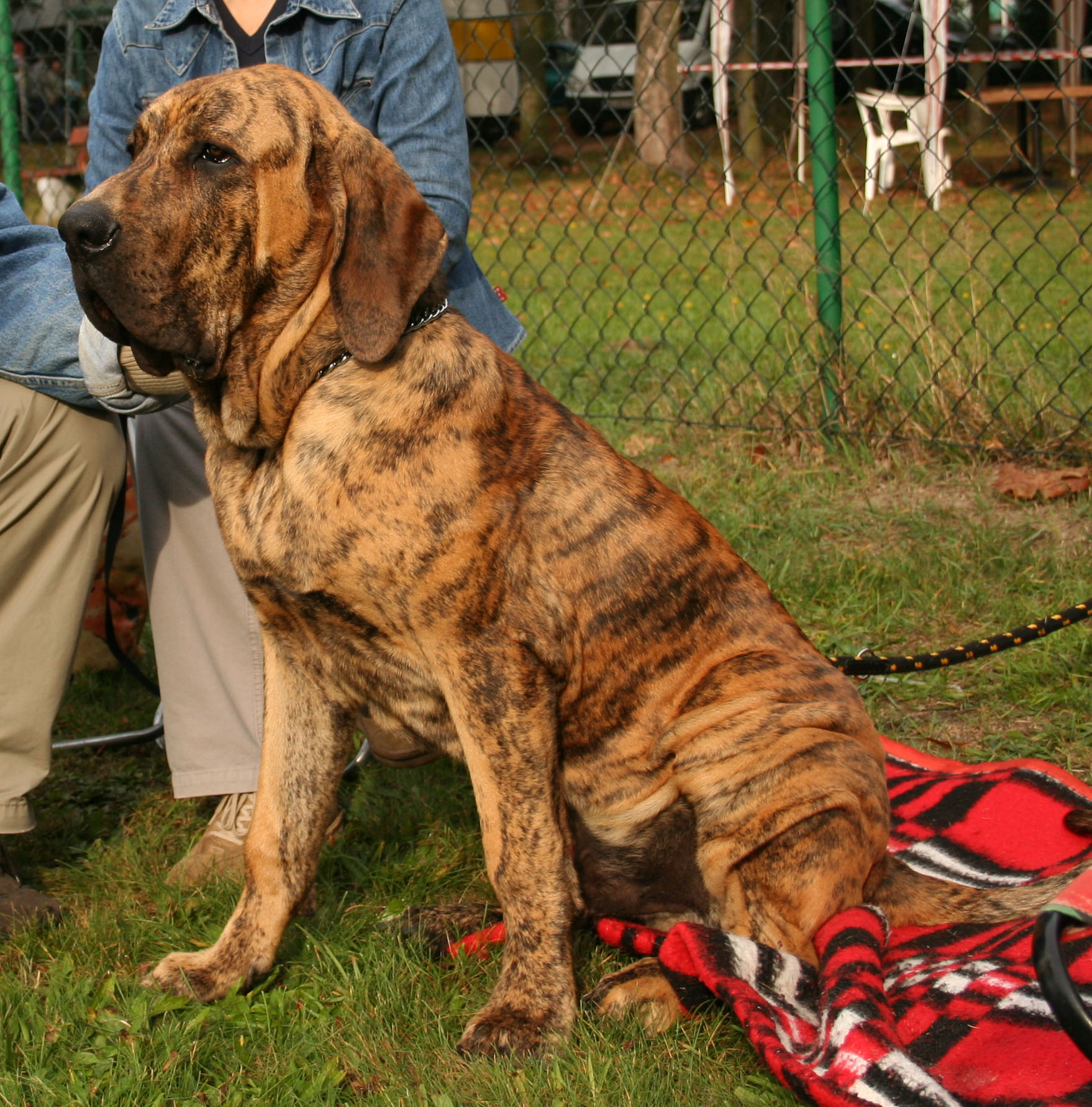
Філа-бразилейро
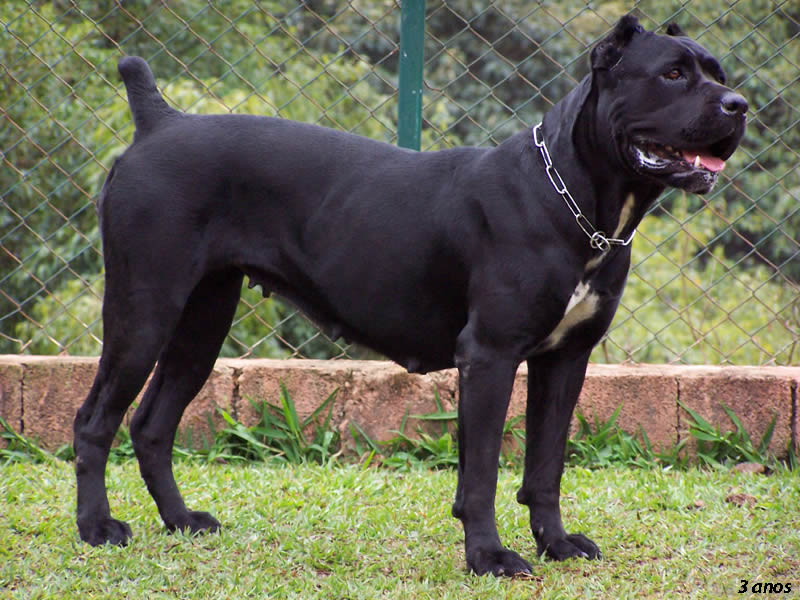
Кане-корсо
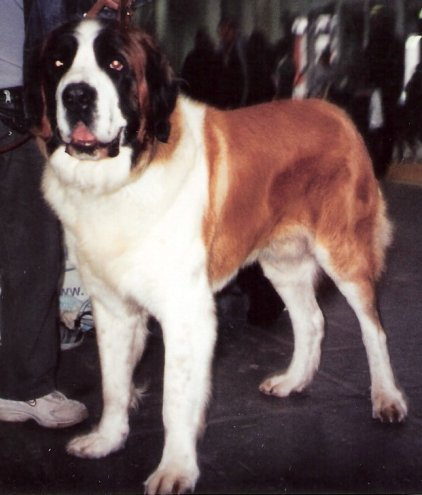
Московський сторожовий собака
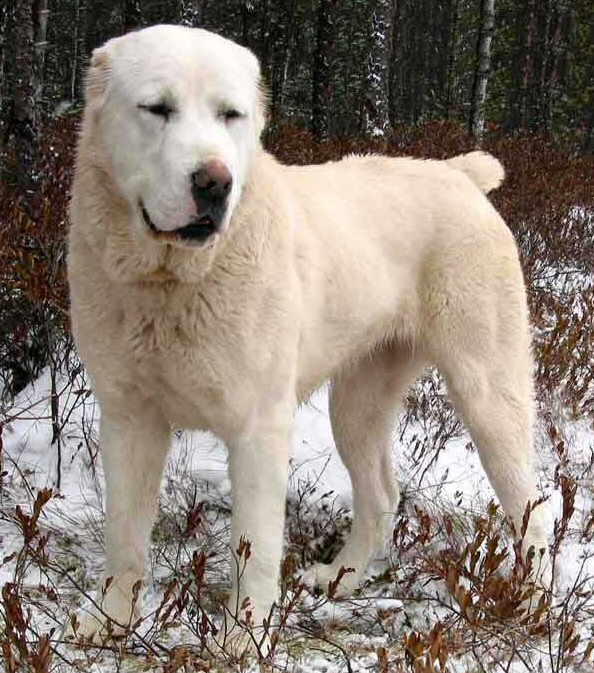
Середньоазійська вівчарка
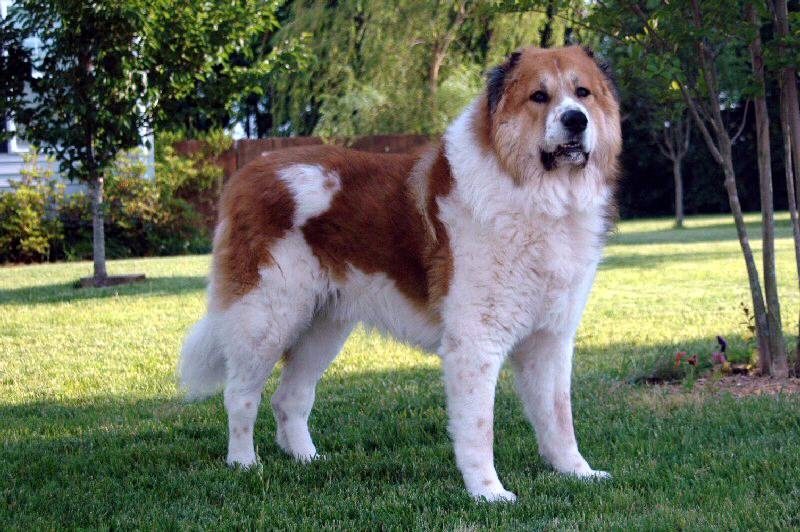
Кавказька вівчарка
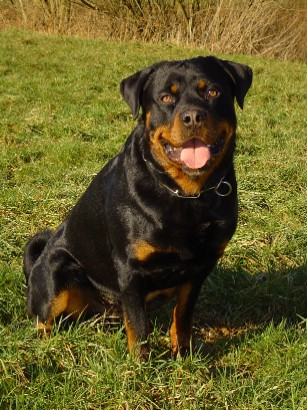
Ротвейлер
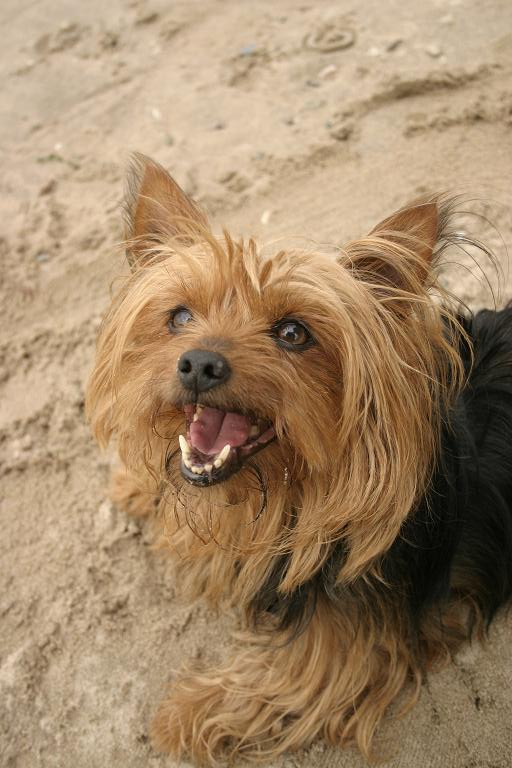
Йоркшир-тер'єр
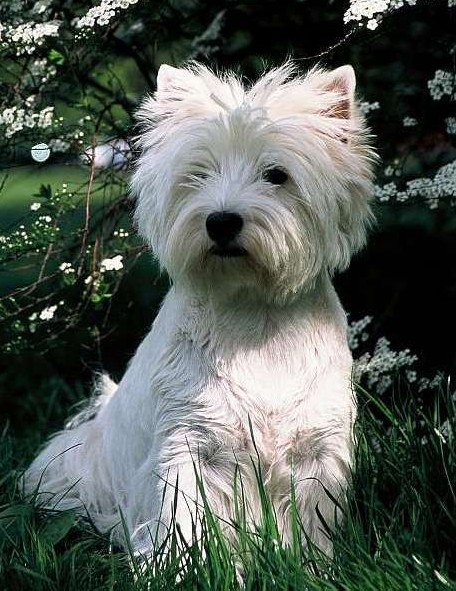
Вест-хайленд-вайт-тер'єр
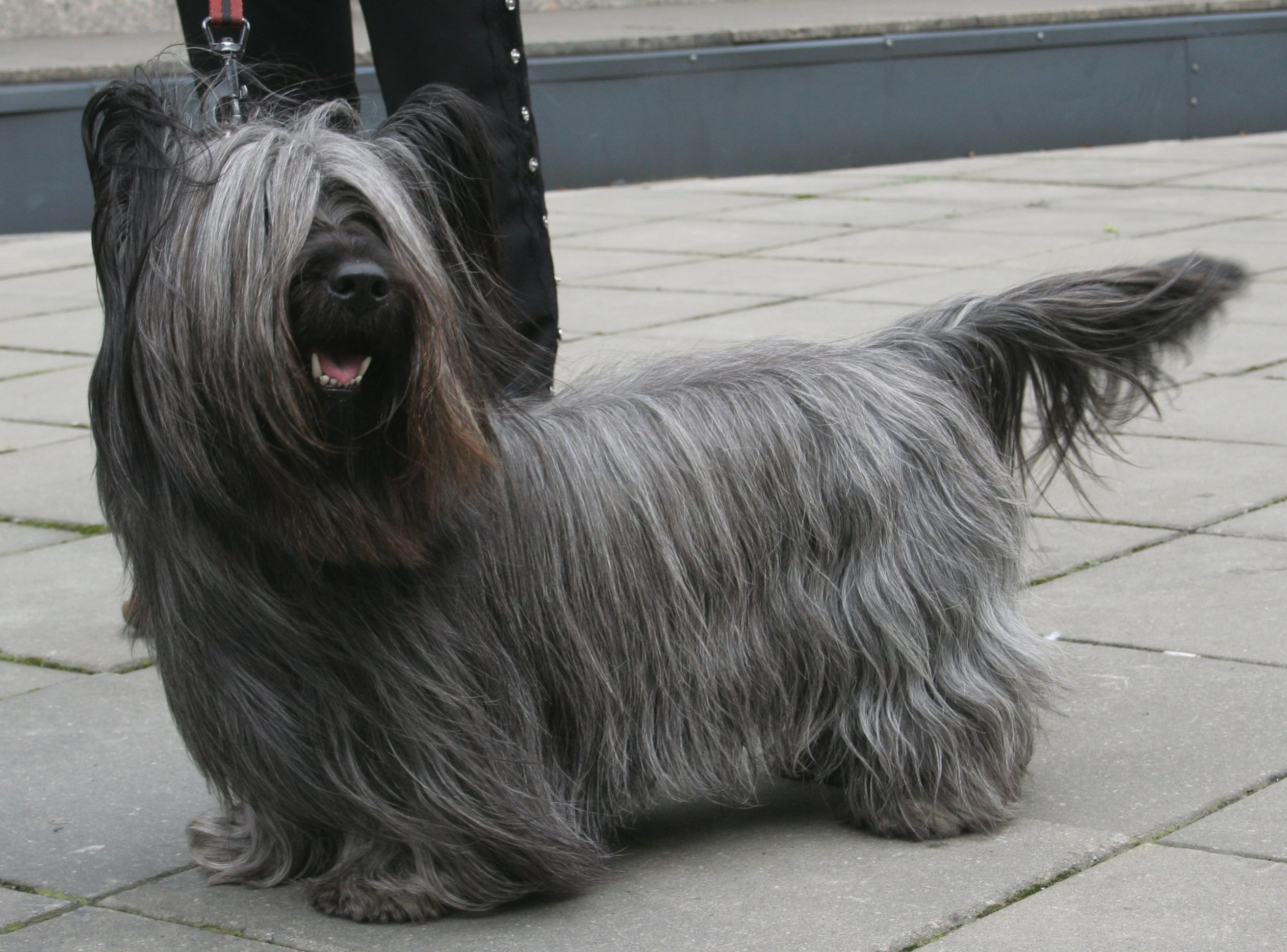
Скайтер'єр
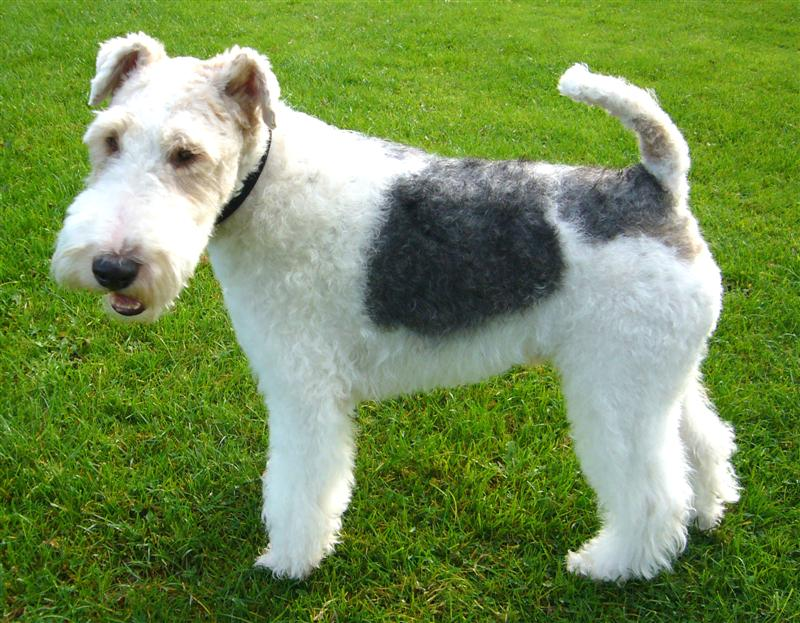
Фокстер'єр (жорсткошерстий)
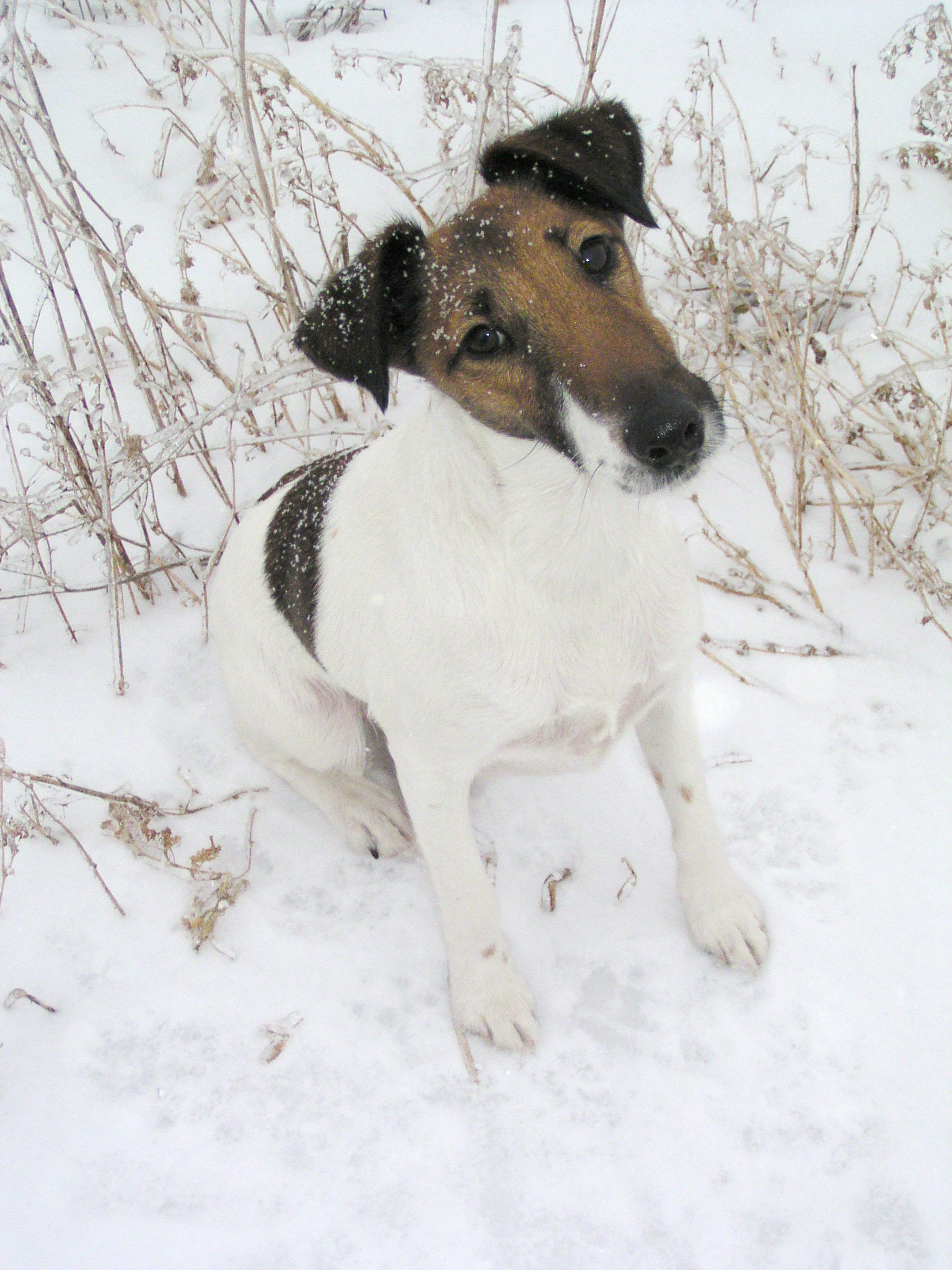
Фокстер'єр (гладкошерстий)
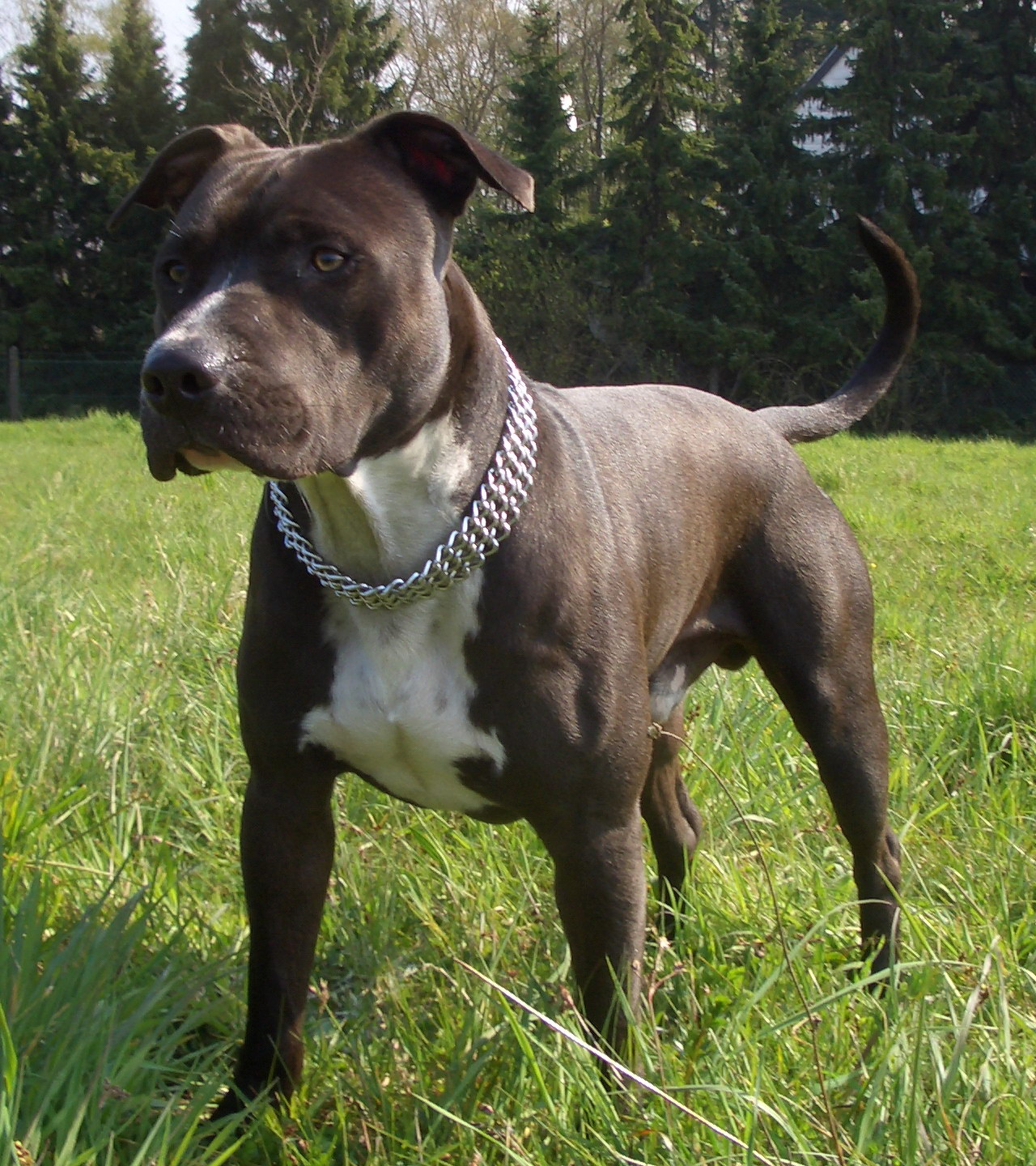
Американський стафордшир-тер'єр
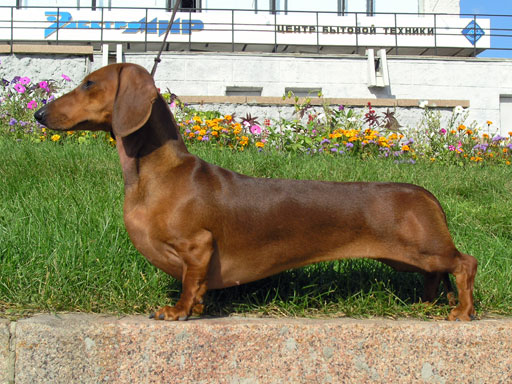
Даксхунд
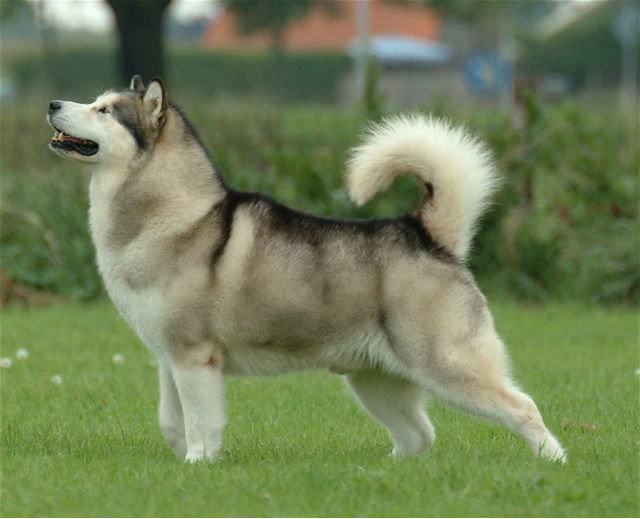
Аляскинський маламут
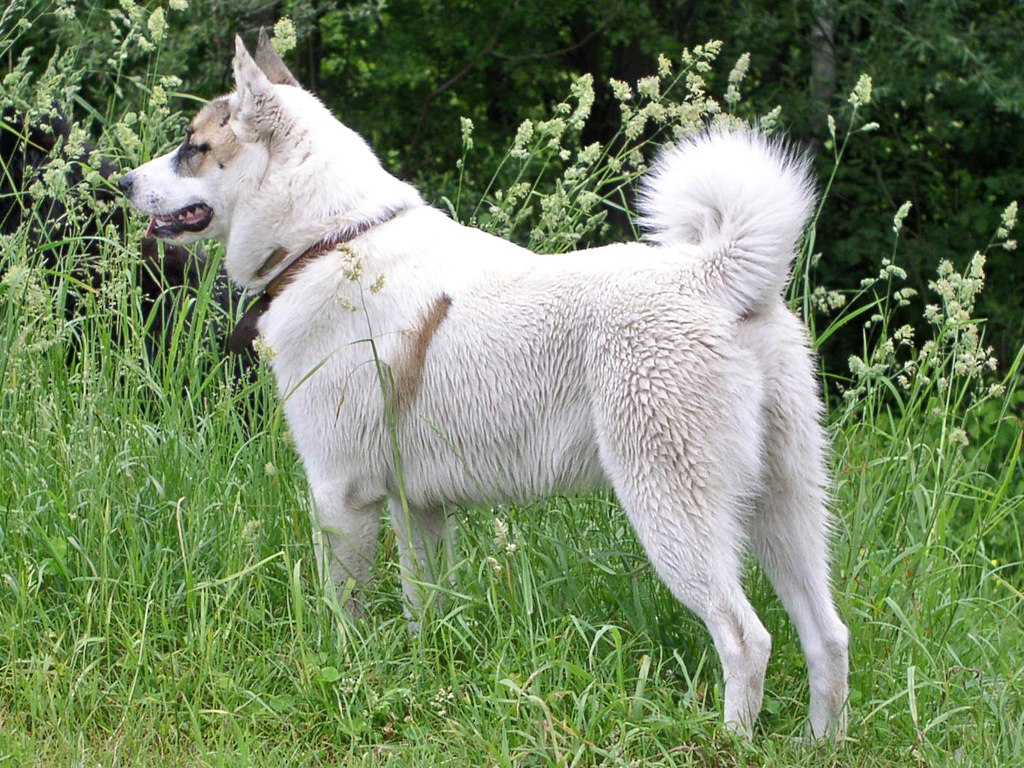
Західносибірська лайка
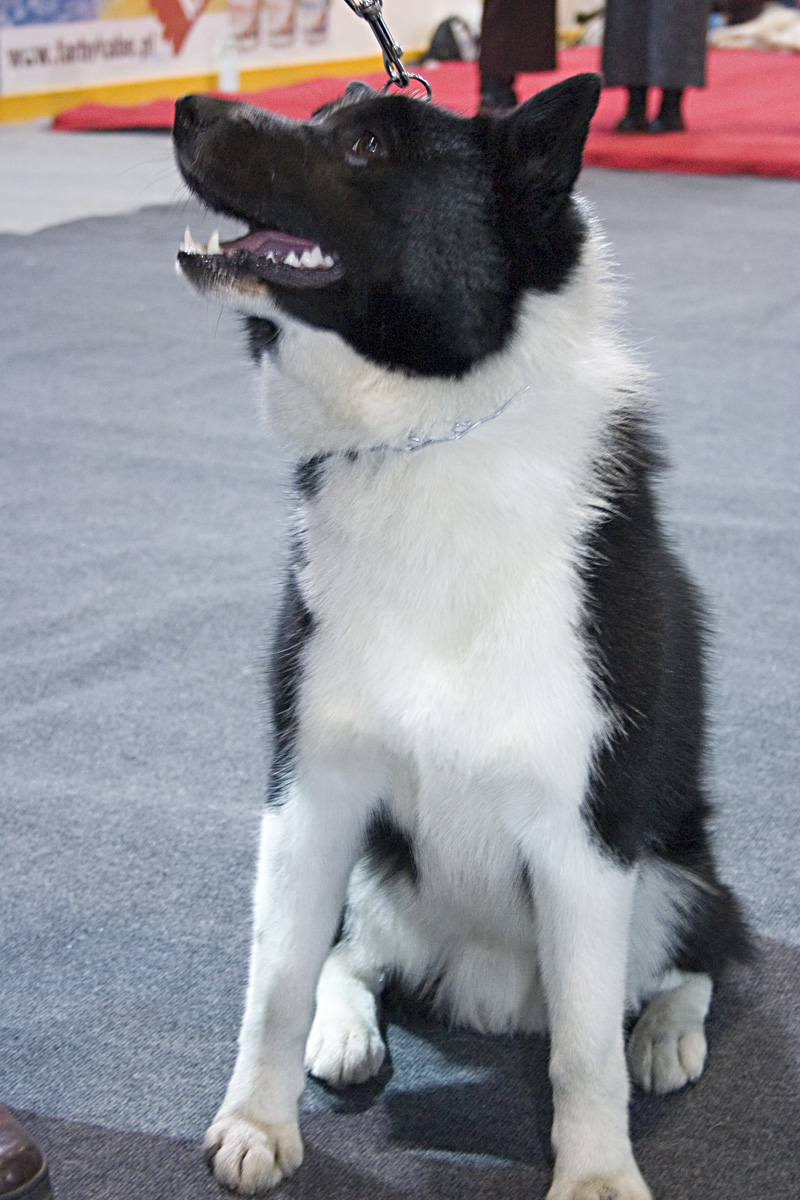
Російсько-європейський лайка
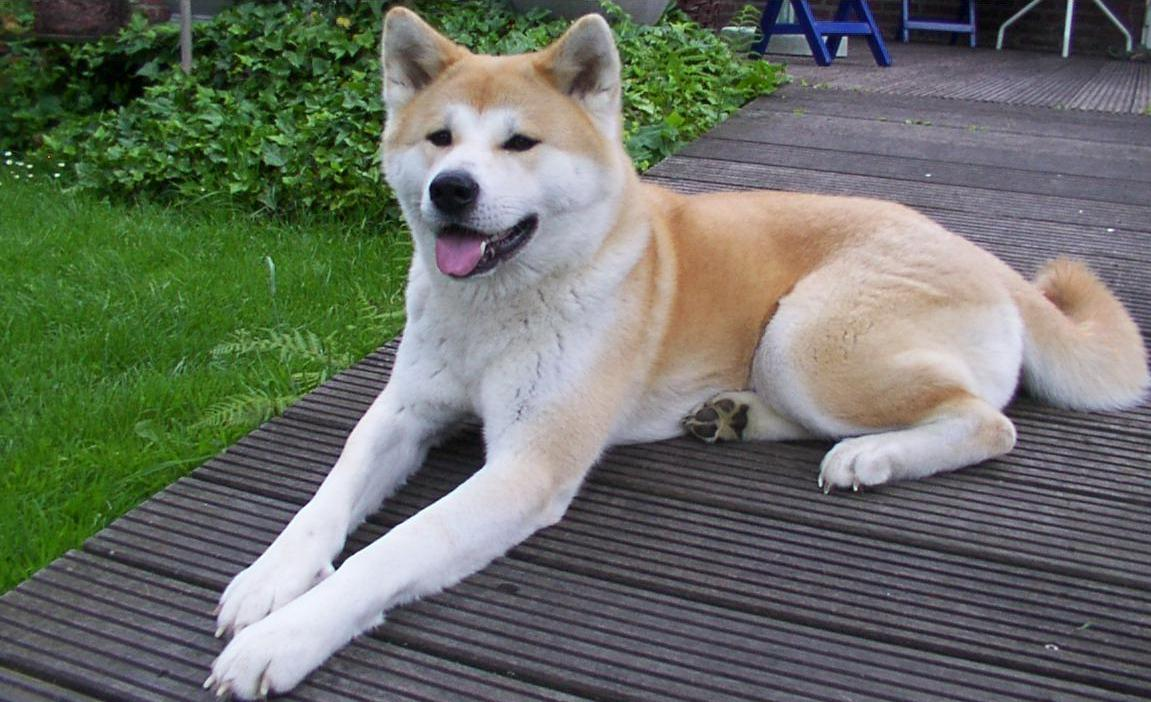
Акіта
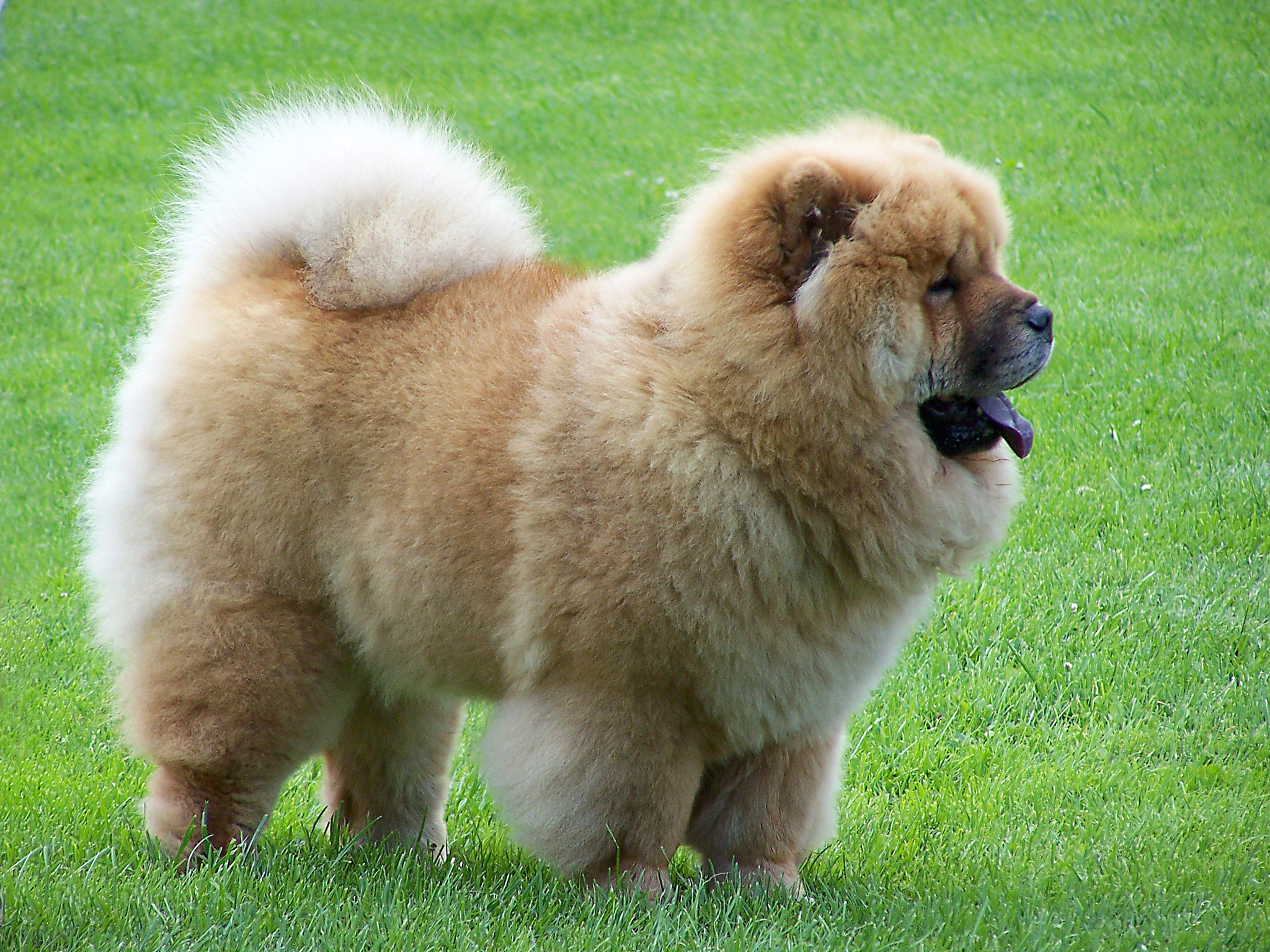
Чау-чау
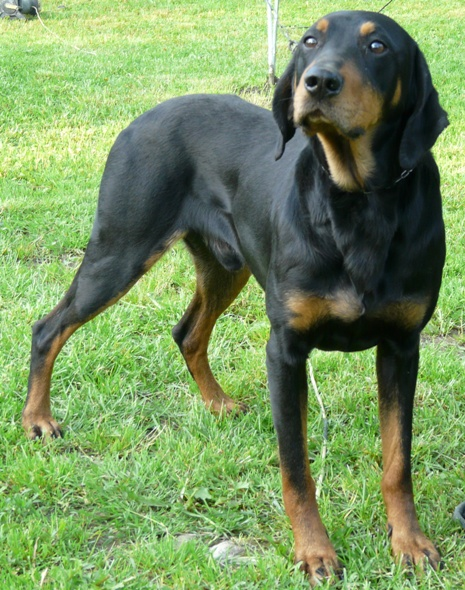
Український гірський гончак
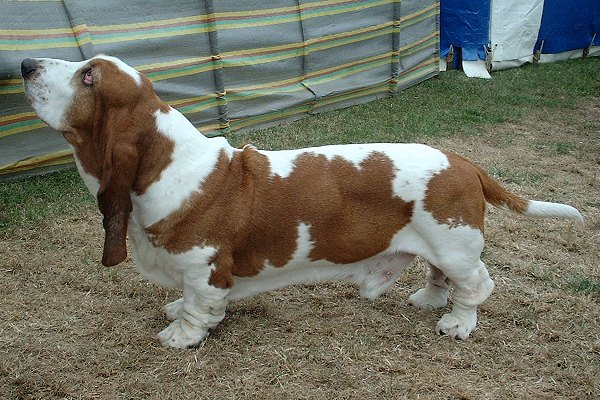
Басет-гаунд
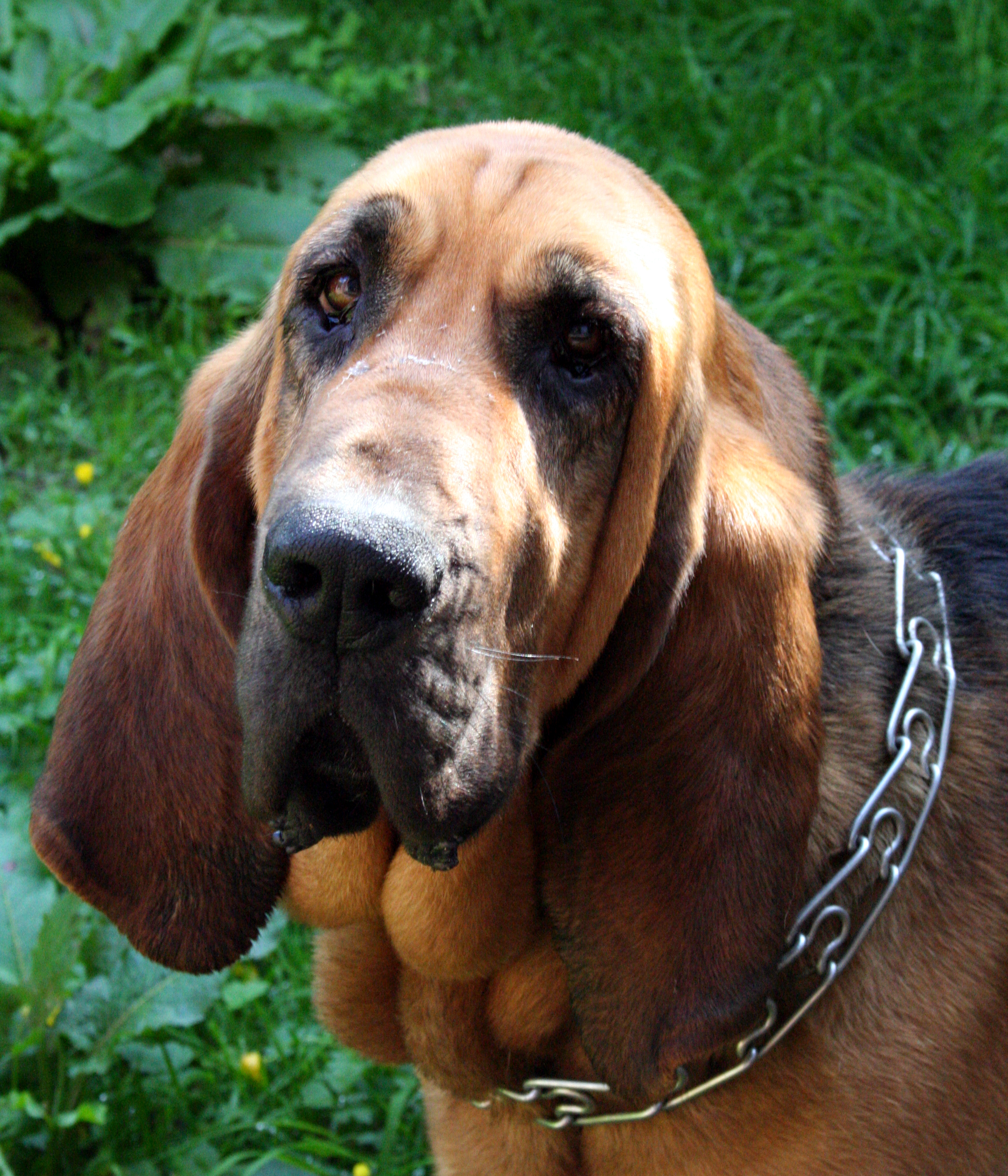
Бладгаунд
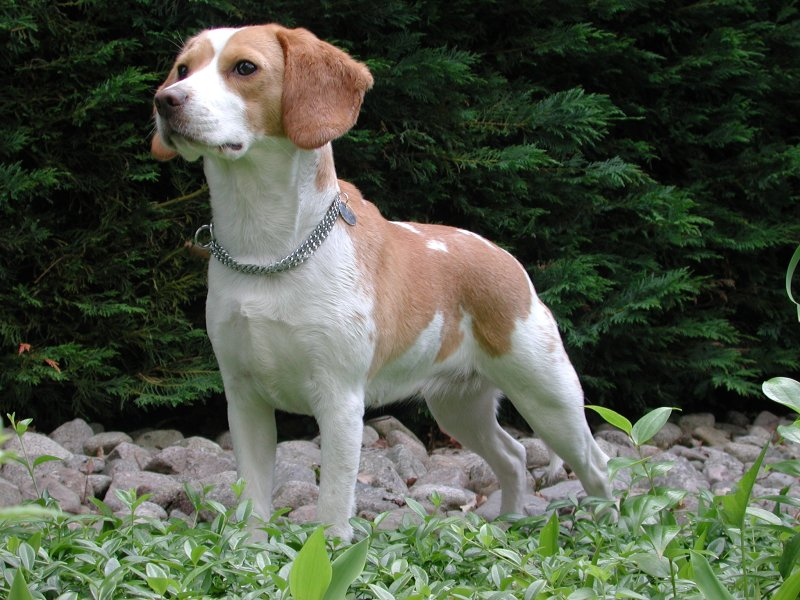
Бігль
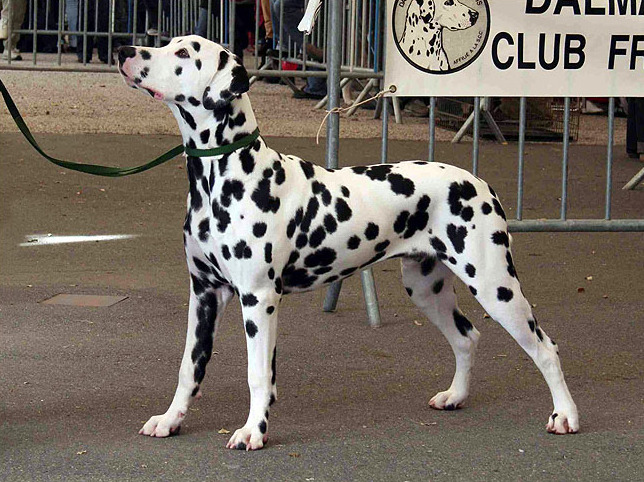
Далматин
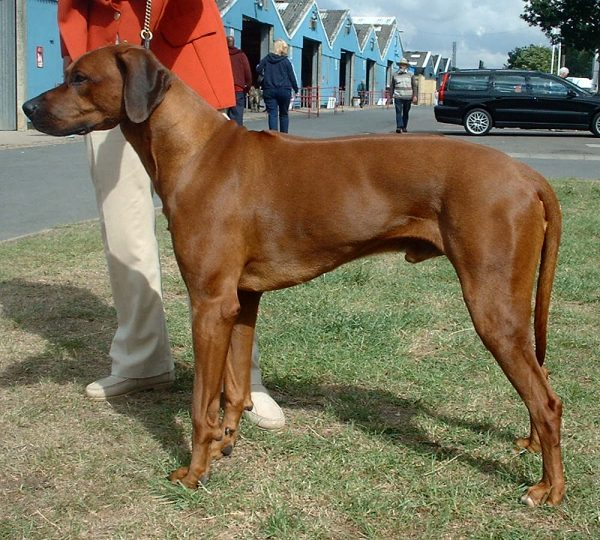
Родезійський ріджбек
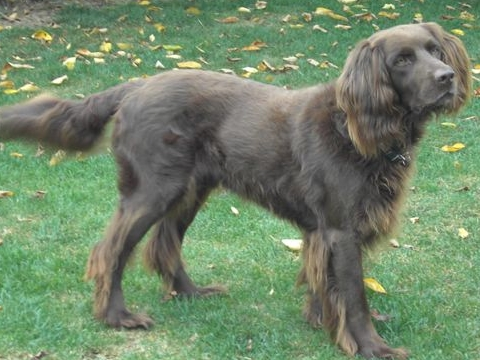
Німецький ланґхар
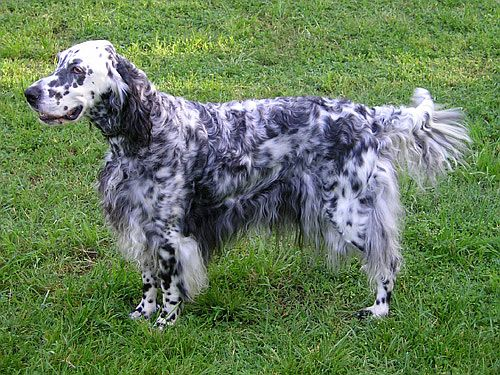
Англійський сетер
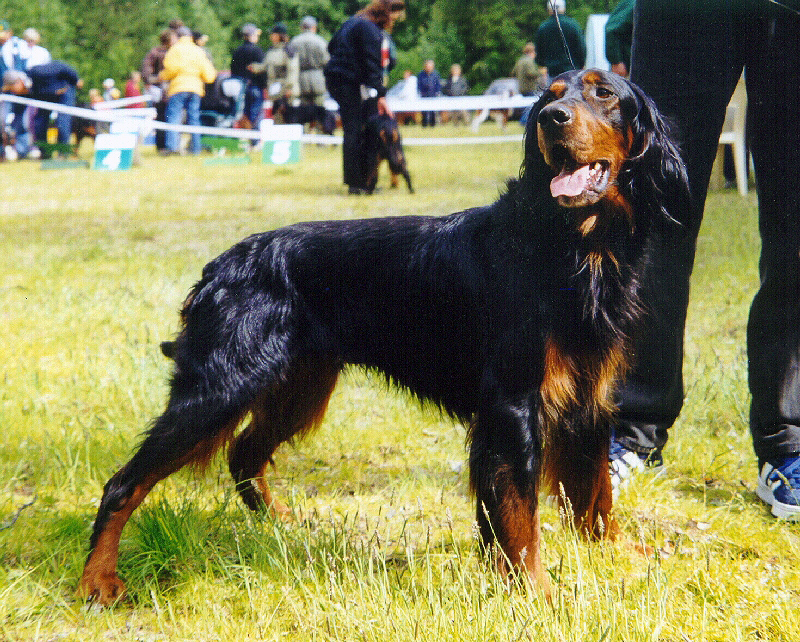
Ґордон-сетер
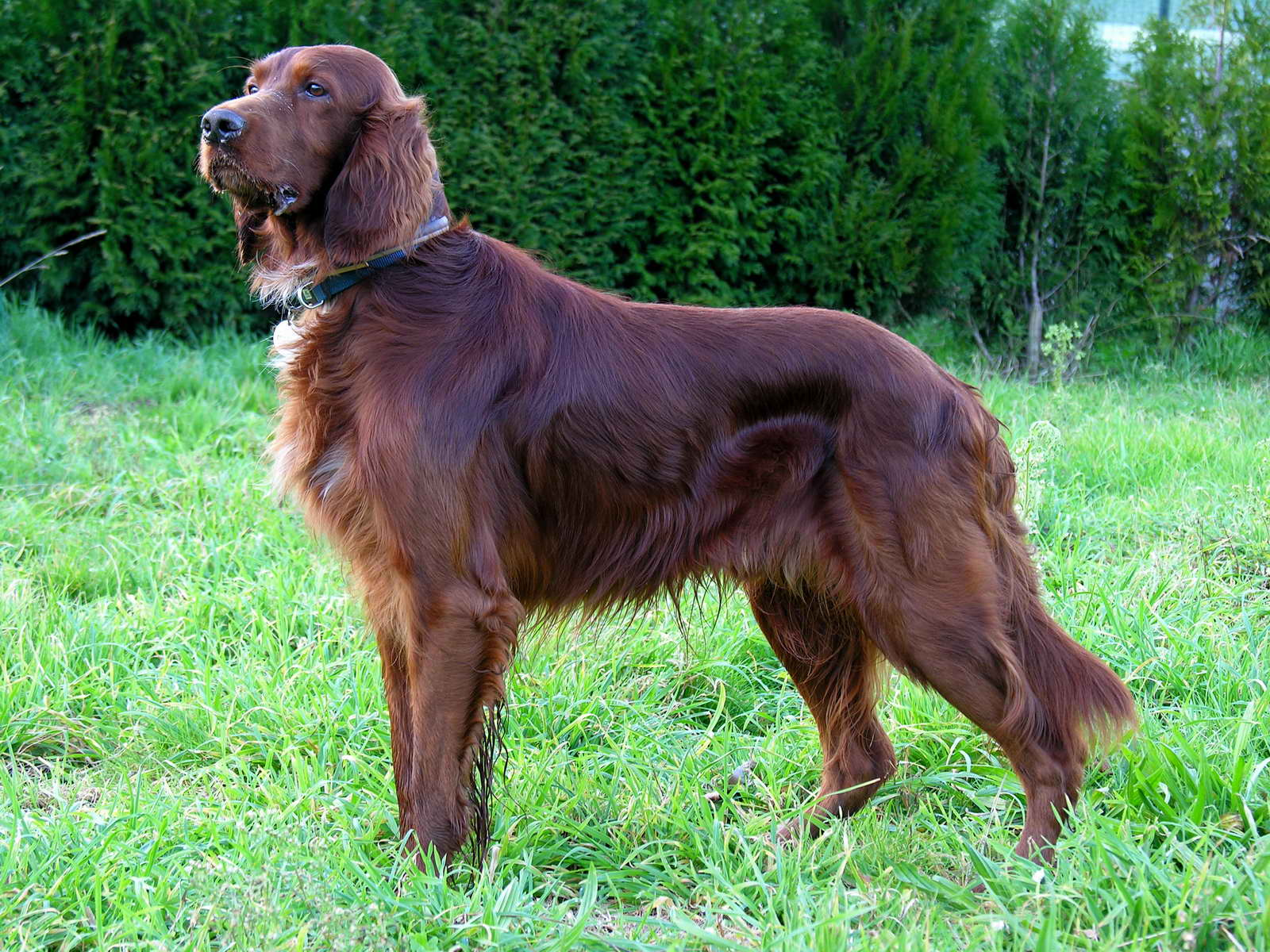
Ірландський червоний сетер
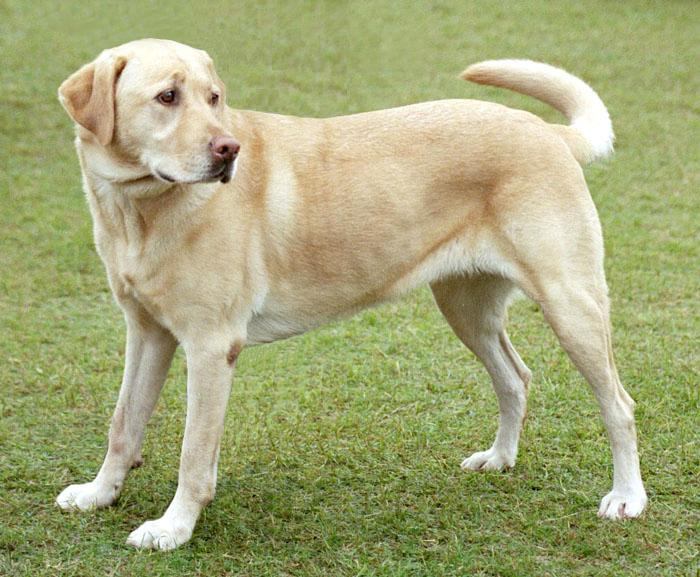
Лабрадор-ретривер
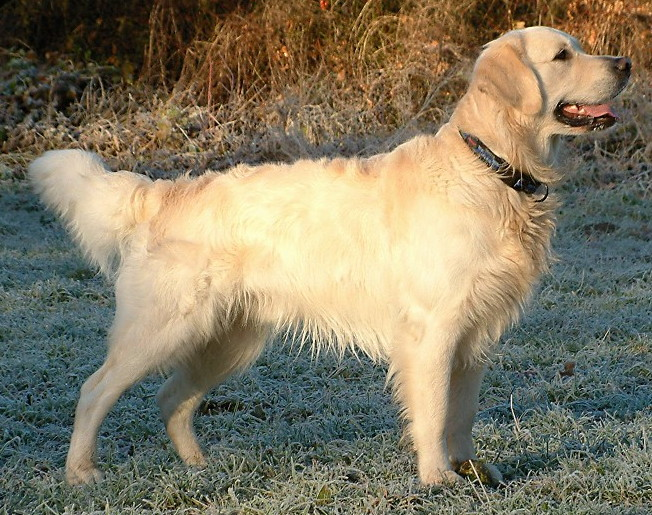
Золотистий ретривер
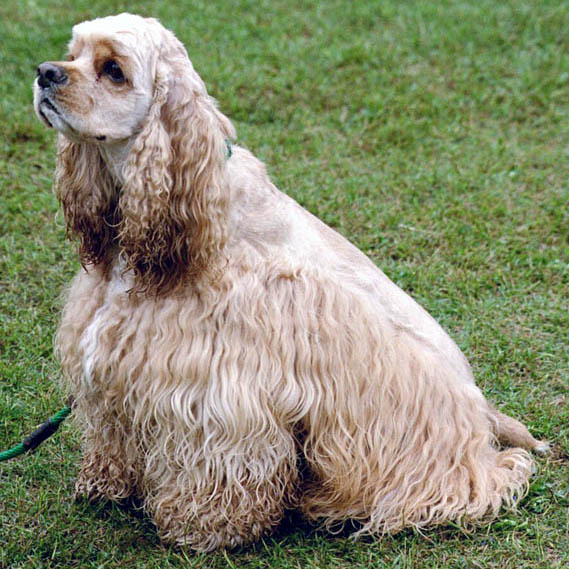
Американський кокер-спанієль
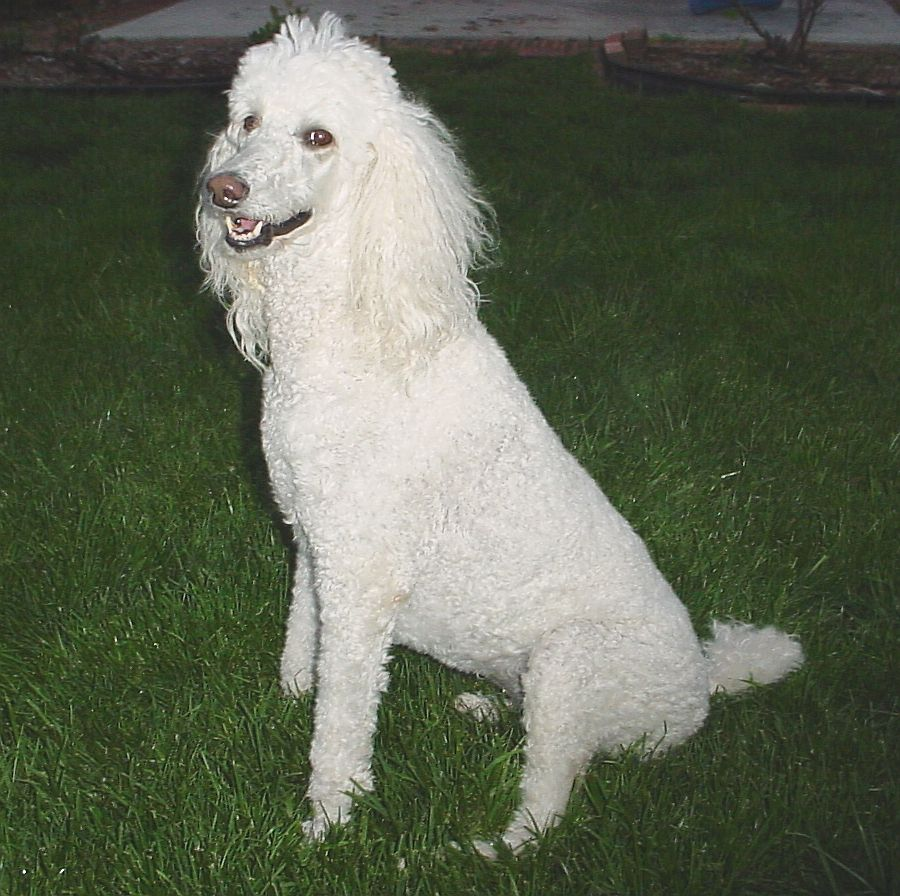
Пудель
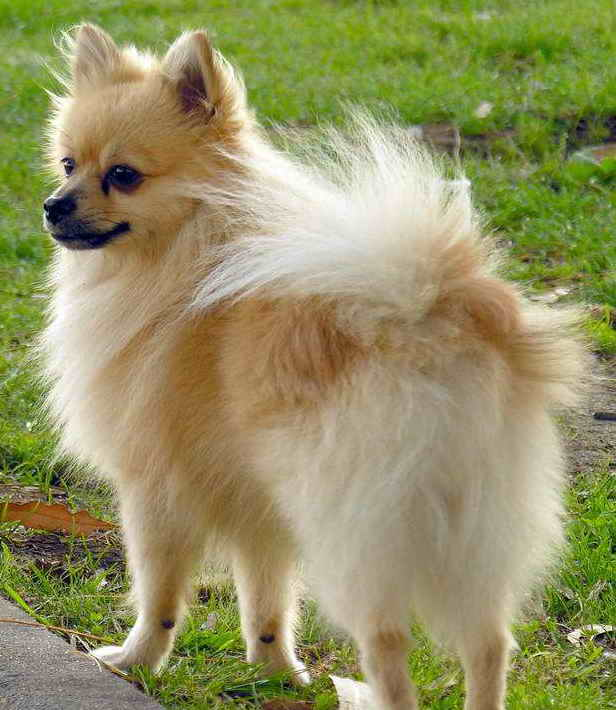
Чиуауа
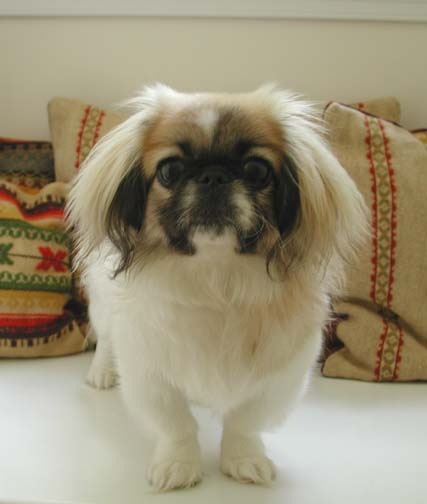
Пекінес
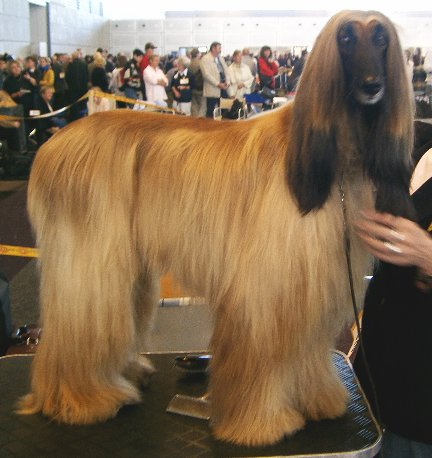
Афганський хорт
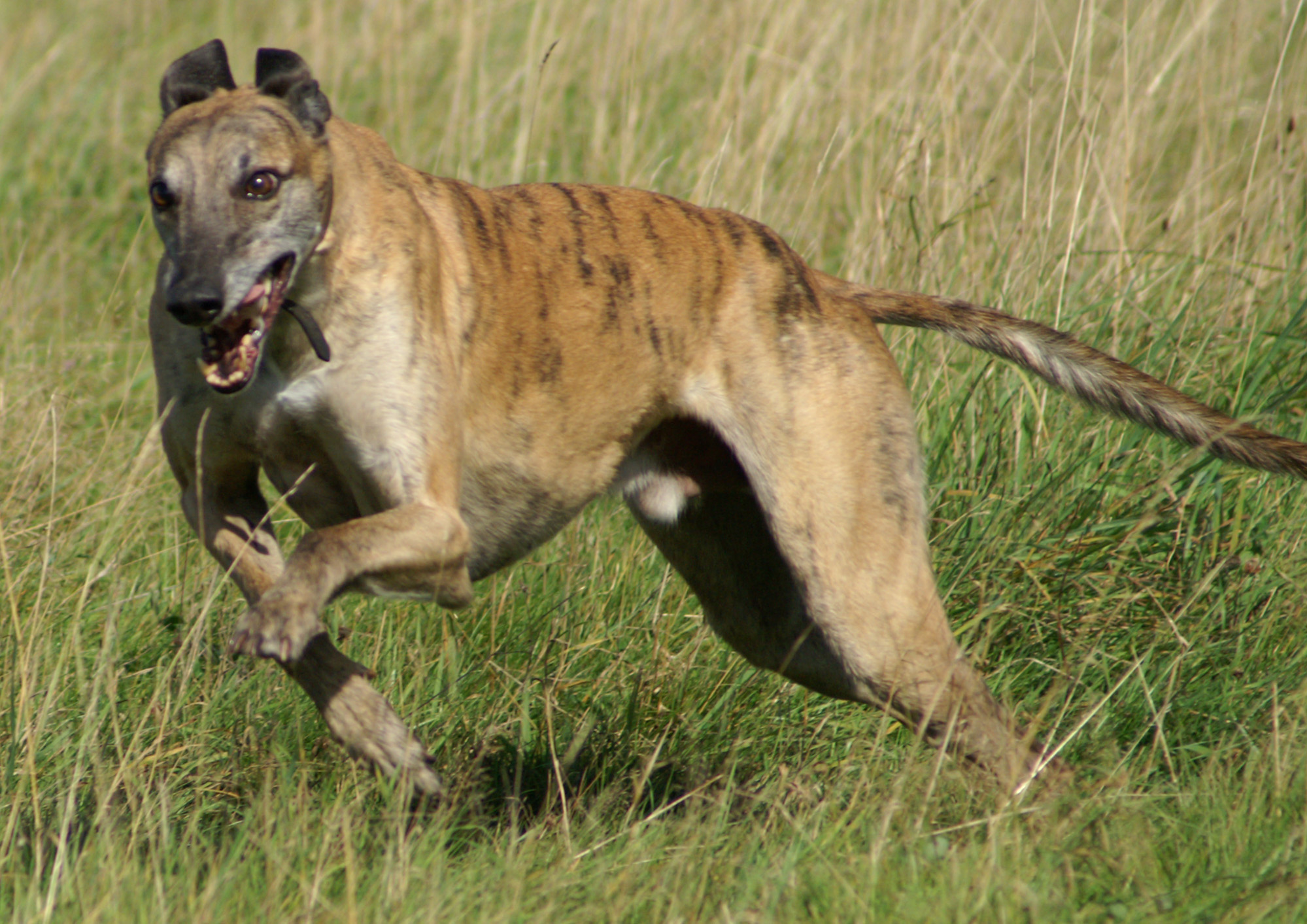
Ґрейгаунд
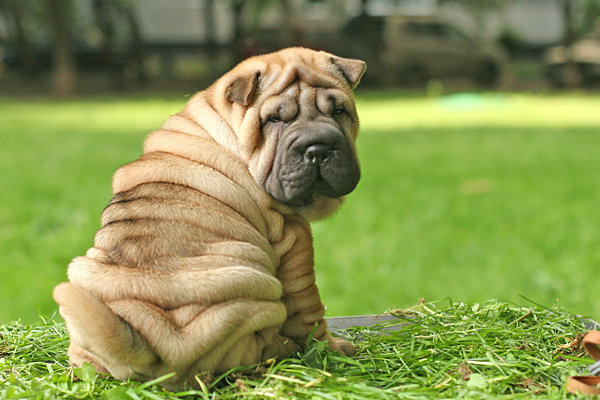
Шар-пей

### Класифікація порід
Уважають, що першу наукову класифікацію порід собак розробив відомий французький натураліст Жорж-Луї Бюффон, який жив у XVIII столітті. На той час вже було відомо близько сотні порід. За основу своєї класифікації Бюффон взяв форму і характер вух. До однієї групи він відніс собак зі стоячими вухами, до іншої — з напівстоячими, далі — з висячими, в особливу групу він об'єднав собак із «в'ялими» вухами тощо. Але вже за більше ніж сім тисячоліть до Бюффона люди не тільки добре розрізняли породи собак, але й по-своєму класифікували їх. Це зараз нову породу собак можна створити протягом 20—50 років, а у давні часи на це було потрібно набагато більше часу. Однак ще за кілька тисячоліть до нашої ери існували різні породи собак, які були зовсім не схожі одна на одну. У всьому світі найбільш уніфікована система класифікації собак розроблена Міжнародною Кінологічною Федерацією (МКФ), яка змінюється час від часу за рішенням Генеральної асамблеї МКФ. У цій класифікації кінологи намагаються знайти баланс між історією утворення порід, особливостями їхньої статури і принципами використання. Ухвалена в 1990 році, ця система поділяє всі породи собак, що існують, на 10 груп, виходячи з традицій, історії порід, специфіки використання.
- Група 1 — собаки-вівчарі та собаки-скотарі (крім швейцарських собак-скотарів).
- Група 2 — пінчери, шнауцери, молоси та швейцарські собаки-скотарі.
- Група 3 — тер'єри.
- Група 4 — такси.
- Група 5 — шпіци та примітивні.
- Група 6 — гончаки та споріднені породи.
- Група 7 — лягаві.
- Група 8 — ретривери, собаки по водоплавній дичині та водяні собаки.
- Група 9 — собаки-компаньйони та тої.
- Група 10 — хорти.

Формування різноманіття порід собак базувалося на наступних умовах (ознаках, критеріях): генетичні задатки — походження; умови життя та роботи — екологія; специфіка використання людиною — робота. Відповідно до цих принципів виділено сім основних породних типів і мала група декоративних собак невідомого походження.
- Лайки, шпіци і парії.
- Хорти.
- Мастифи.
- Гончаки.
- Собаки по водоплавній дичині.
- Собаки-вівчарі та собаки-скотарі.
- Тер'єри, пінчери і шнауцери.
- Декоративні собаки невідомого походження.

## Спеціальний курс дресирування
Спеціальне дресирування спрямоване на вироблення в собаки навичок, потрібних для використання його в певних видах служби: захисно-караульній, сторожовій, розшуковій тощо. Для кожного виду служби в собаки виробляються певні спеціальні навички — наприклад, недовірливе ставлення до сторонніх, робота по сліду, пошук руди за її запахом тощо. Дресирування за спеціальним курсом розпочинають після того, як собака успішно пройшов курс загального дресирування.
Дуже важливо правильно визначити, за яким видом спеціальної служби доцільніше дресирувати собаку. Наприклад, собаку з чітко вираженою активно-оборонною реакцією, сильного, з гострим слухом і нюхом доцільно дресирувати для захисно-караульної та розшукової служб; собаку ласкавого, довірливого до людей — як провідника сліпих, а також для рудопошукової та газорозвідувальної служб.
У визначенні придатності собаки до дресирування з того чи іншого виду спеціальної служби обов'язково потрібно враховувати: 1) породу та екстер'єр собаки, його вік, зріст, фізичний стан; 2) тип поведінки собаки, його переважну реакцію і міру збудливості; 3) стан органів чуття і здоров'я.
Слід відразу застерегти: для початківця собаківника-аматора це непосильне завдання. Тому, щоб правильно визначити вид спеціального дресирування, кожен собаківник-аматор повинен порадитися з кваліфікованим інструктором — бажано тим, який керував загальним дресируванням собаки. Для цього потрібно звернутися в клуб службового собаківництва.

### Дресирування собак для захисно-караульної служби
Захисно-караульна служба призначена для охорони речей, захисту власника (дресирувальника), затримання, конвоювання і охорони людей, обшуку місцевості та вибірки речей.
Для захисно-караульної служби найбільше підходить східноєвропейська (німецька) вівчарка. Крім того, цю службу успішно несуть південноросійська вівчарка, колі, ротвейлер, ердельтер'єр. Собаки мають бути фізично міцні, рослі, достатньо збудливі, з добрим нюхом, слухом, зором і віком не старші від 3 років.
До спеціальних навичок захисно-караульних собак належать: вибирання речей за індивідуальним запахом людини; обшук місцевості; охорона речей; недовіра до сторонніх людей; навички затримання, охорони, конвоювання людей і захисту дресирувальника.

### Дресирування для сторожової служби
Сторожові собаки призначені для своєчасного сповіщення своєю поведінкою (настороженістю, прагненням рухатися вперед, але без гавкання чи скавучання) про появу сторонніх людей, для їхнього затримання і конвоювання, а також розшуку людей по свіжих слідах.
Для сторожової служби найпридатніші східноєвропейські (німецькі) вівчарки, але можуть використовуватися собаки й інших порід — ердельтер'єр, наприклад. Собаки, відібрані для дресирування, повинні бути середнього або вище від середнього зросту, мати гострий зір, добрий нюх і слух, середню збуджуваність.
Від дресирувальника сторожової собаки вимагають великої витримки і швидкої реакції на поведінку собаки. Дресирувальник повинен ретельно інструктувати перед кожним заняттям своїх помічників. Також слід частіше їх міняти.
Виробляти спеціальні навички слід після того, як у собаки буде встановлено добрий контакт із дресирувальником, вироблено навички руху поруч із дресирувальником, а також навички щодо команд: «До мене!», «Сидіти!», «Апорт!», «Фу!» тощо.
Виховання сміливості, навички захисту дресирувальника (господаря) проводяться за методикою дресирування собак для захисно-караульної служби. Треба лише мати на увазі, що розвиток агресивності в собак, призначених для сторожової служби, має відбуватися з урахуванням особливостей їхньої поведінки. Собак злостивих не рекомендується багато дресирувати з розвитку агресивності, оскільки в них згодом, під час вироблення навичок несення сторожової служби, буде складно виробити витримку (не гавкати при наближенні сторонніх людей тощо).
У собак незлих, флегматичних агресивність треба розвивати більше, щоб на цій основі можна було успішно привчити їх до пошуку людини за її запахом, затримання цієї людини і захисту хазяїна від нападу.

### Дресирування собак для розшукової служби
Основне призначення пошукових собак — розшук людей за їхніми невидимими, запаховими слідами, затримання і конвоювання затриманих. Крім того, вони використовуються для обшуку місцевості і приміщень із метою виявлення людей, що ховаються, їхніх речей та слідів, а також для сторожової служби, вибірки людини і речі.
На відміну від сторожових собак, розшукові можуть відпрацьовувати сліди не тільки свіжі («гарячі»), а й середньої і більшої давності (до 10—12 годин з часу прокладення слідів і більше). Тому дресирування собак для пошукової служби потребує більше часу, майстерності і наполегливості від дресирувальника, ніж для інших видів служби.
Найкращим, неперевершеним собакою для пошукової служби є німецька вівчарка. Крім того, до розшукової служби можна готувати східноєвропейську вівчарку, ердельтер'єра, шотландську вівчарку колі, ротвейлера і деяких інших собак. Проте слід мати на увазі, що в них менше здібностей до цієї служби.
Собаки, яких відбирають для дресирування, мають бути фізично розвиненими, витривалими, мати добрий зір, слух, високорозвинений нюх, вік не старший за 3 роки.
Високі вимоги ставляться також до дресирувальників та їхніх помічників. Вони повинні бути спостережливі, витримані, терплячі. Від них потрібне знання основ теорії і практики дресирування собак. Бажано, щоб дресирувальники мали уявлення і про слідопитство, тобто про сліди, які залишають на місцевості люди, тварини та транспортні засоби, і про способи пошуку людей, тварин і транспортних засобів за їхніми видимими слідами.
Дресирування собак для пошукової служби розпочинають після вироблення навичок загального дресирування. Спочатку собак привчають до вибірки речей і вибірки людини за запахом її речі. Далі переходять до розвитку сміливості і поміркованої агресивності, затримання людини, пошуку людини за слідами, обшуку місцевості і приміщень, сторожування на місці і в русі.

### Дресирування для піднесення легких вантажів і розшуку людей
Собак цієї служби призначені для перенесення невеликих (вагою не більш як 20 % живої ваги собаки) вантажів між двома дресирувальниками (постами), а також для розшуку людей за їхніми слідами. Такі собаки можуть використовуватися в роботі геологічно-розвідувальних партій, туристських груп і в пошукових партіях із розшуку людей, що заблукали в лісі, горах, іншій місцевості.
Для дресирування у цій службі можуть використовуватися собаки різних порід: східноєвропейські (німецькі) вівчарки, ердельтер'єри, шотландські вівчарки колі, чорні тер'єри тощо.
Собак для цієї служби підбирають фізично сильних і витривалих, із розвиненим почуттям прив'язаності до людини, які добре орієнтуються на різній місцевості. Дуже злі та боягузливі собаки для цієї мети непридатні.
Основним принципом дресирування у цій службі є виховання в собаки однакової прив'язаності до двох людей і прагнення знайти одного з них, що відсутній на даному посту. Постом називається місце, де перебуває дресирувальник, а шлях пересування (пробігу) між двома постами називається маршрутом піднесення легких вантажів
До спеціальних навичок собак-підношувачів легких вантажів та шукачів людей належать:
- Навченість до двох дресирувальників.
- Пересування (пробіг) між двома постами.
- Пошук по слідах дресирувальника, що перемістився на інший пост, і пошук людини, що заблукала.
- Навченість до в'юку і перенесення вантажів.

Спеціальне дресирування можна починати, коли в собаки виробляться навички загального дресирування і його буде привчено до двох дресирувальників. Насамперед у собаки виробляють навичку пересування (пробігу) між двома постами на відстань 300—400 метрів, далі його привчають до пошуку дресирувальника, що перемістився на інший пост.
До перенесення вантажів собаку привчають після того, як його буде навчено до в'юку і він почне безвідмовно пересуватися з одного поста на інший. Навичка пошуку людини за її слідом виробляється у спеціальному курсі дресирування.

### Дресирування— провідників сліпих
Собака — помічник сліпого призначається для надання допомоги сліпому в орієнтуванні на місцевості і для заміни допомоги іншої (зрячої) людини. Для дресирування до цієї служби можуть використовуватися службові собаки різних порід: не дуже великі, але й не дрібні — від 50 до 68 сантиметрів зросту, урівноважені, спокійні, довірливі, з добре розвиненим зором і слухом.
Початкове дресирування собаки проводить дресирувальник, який повинен добре вивчити рухи сліпого в різних умовах, на різній місцевості і вміло наслідувати йому, використовуючи при цьому ціпок або звичайну палицю. Під час тренування собаки для допомоги сліпому потрібна також участь помічника. Таким помічником може бути громадський інструктор клубу службового собаківництва або хтось із членів сім'ї сліпого.
До дресирування за спеціальним курсом у собаки мають бути вироблені загальнодисциплінарні навички. До того ж собака повинен бути дуже слухняним.
До спеціальних навичок собак — провідників сліпих належать: рух попереду сліпого шляхом, вільним від перешкод, із зміною темпу руху; виконання поворотів у різних напрямках; зупинка перед перешкодами та їхній обхід; підйом сходами, на природні підвищення і спуск із них; правильний рух (водіння сліпого) в умовах населених пунктів; водіння сліпого за певним маршрутом.
Для дресирування і використання собаки-провідника сліпого потрібна спеціальна шлейка. Вона складається з грудного ременя (ширина до 25 міліметрів, довжина до 80 сантиметрів) з пряжкою на кінці. До цього ременя за 18—20 сантиметрів від пряжки кріпиться поперечний ремінь завдовжки до 20 сантиметрів, що також має пряжку. Другий поперечний ремінь (завдовжки до 45 сантиметрів) кріпиться до грудного ременя за 24 сантиметра від першого. На кінці його є отвори для застібання.
У поперечний ремінь за 10 сантиметрів від грудного вшивають кільця для кріплення повідцевої дужки. Між кільцями нашивають обмежувачі з м'якої шкіри завдовжки 10 сантиметрів; між ними і грудним ременем залишають люфт у 5—8 сантиметрів. Обмежувачі одним кільцем щільно кріпляться до поперечного ременя, другим — на відстані 5—7 сантиметрів від нього.
Повідцеву дужку роблять із дроту (залізного, мідного тощо) діаметром 4—5 міліметрів і завдовжки до 100 сантиметрів. Стрижень дроту щільно обшивають м'якою шкірою, підбитою тканиною. До кінців дужки міцно пришивають пряжки для кріплення до кілець поперечних ременів.

## Вигул
Права особи на вигул собак
Особи, які утримують собак, мають право з'являтися з ними поза місцями їхнього постійного утримання (супроводжувати їх).
Обов'язки особи, яка супроводжує собаку
Особи, яка супроводжує собаку, зобов'язана забезпечити:
- безпеку навколишніх людей і тварин, а також майна від заподіяння шкоди супроводжуваною собакою;

- безпеку супроводжуваної собаки;

- безпеку дорожнього руху при проходженні з собакою біля транспортних шляхів і при переході їх шляхом безпосереднього контролю за її поведінкою.

У місцях масового скупчення людей, у тому числі в транспорті, собаки повинні знаходитися на короткій шлейці (поводку) і в наморднику, а маленькі собаки — в закритих контейнерах або на руках у власника. В інших громадських місцях собаки можуть знаходитися на свободній шлейці. В інших місцях дозволено вільний вигул собак за умови дотримання вимог, встановлених цим Кодексом[уточнити]. Власникам собак і котів забороняється приводити собак і котів у приміщення магазинів, їдалень, на дитячі майданчики, бульвари, пляжі, парки, сквери, сади та інші місця загального користування.
Під час переходу через вулиці і поблизу магістралей особа, що здійснює вигул тварини, зобов'язана узяти її на короткий повідець або на руки, щоб уникнути дорожньо-транспортних подій і загибелі тварини на проїжджій частині.
Вигул потенційно небезпечних собак
Власники, тварини яких визнані як небезпечні, не мають права вигулювати їх без шлейки та намордника (для собак) або без спеціальних запобіжних пристроїв для інших потенційно небезпечних собак.
Власники потенційно небезпечних собак мають право вигулювати їх без шлейки та намордника при наявності тестування за програмою «Собака-компаньйон», що засвідчує спеціальний жетон.

## Фізичні дані
Важливим критерієм оцінки собак для фахівців є їхня конституція — генетично обумовлений зв'язок властивостей і якостей тварини з особливостями статури і поведінки, що визначає її службові та племінні якості. З конституцією пов'язані здоров'я, життєстійкість, опірність, плодючість, тривалість життя і працездатність тварини.
Маса собаки залежить від його статури і кількості жирових запасів. Максимальний зареєстрований зріст у собаки — 109 см у холці при вазі 111 кг і довжині 221 см (порода — німецький дог). Англійський мастиф Зорба двічі потрапляв до Книги рекордів Гіннесса як найважчий собака у світі, в листопаді 1989 року його маса склала 343 фунти (155,6 кілограма) при висоті в холці 37 дюймів (94 сантиметри).
При регулярному тренуванні собаки на диво сильні для своїх розмірів — деякі здатні переносити на спині важку поклажу, тягти за собою сани й інші великі вантажі. Їздовим собакам часто доводиться ушістьо́х тягти за собою нарти з масою одна тонна протягом кількох годин поспіль, фоксгаунди можуть іти по сліду 48 годин без перепочинку.

## Перелік порід визнаних як потенційно небезпечні
Потенційно небезпечними визнаються наступні породи собак:
- Акіта
- Американський бульдоґ
- Американський стафордшир-тер'єр
- Мастиф
- Доґо-аргентино
- Бельгійська вівчарка(виключена з переліку постановою Кабінету Міністрів України

від 10 листопада 2021 р. 1164)
- Бернський гірський собака
- Доґо-де-бордо
- Філа-бразилейро
- Бульмастиф
- Бультер'єр
- Доберман
- Кавказька вівчарка
- Кане-корсо
- Неаполітанський мастиф
- Московський сторожовий собака
- Німецька вівчарка (виключена з переліку постановою Кабінету Міністрів України

від 10 листопада 2021 р. 1164)
- Великий данець
- Доґо-канаріо
- Південноруська вівчарка
- Пітбультер'єр
- Великий шнауцер
- Родезійський ріджбек
- Ротвейлер
- Середньоазійська вівчарка
- Тоса
- Російський чорний тер'єр
- Боксер
- Фокстер'єр
- Німецький мисливський тер'єр

Небезпечними також уважаються метиси зазначених вище порід із явними фенотипічними ознаками.
Перелік порід не є вичерпним та може поповнюватись з надходженням нових даних.

## Місця для вигулу

### Вимоги щодо встановлення місць та зон для вигулу собак
Кількість місць для вигулу собак на території житлового району, мікрорайону, кварталу, визначається від кількості тварин, які потребують вигулу та утримуються населенням цих територій. При цьому за рахунок кількості місць для вигулу собак приймається положення, що одночасно в місцях вигулу може вигулюватися не більше десяти тварин.
Зони для вигулу собак мають бути відведені у кожному парку та сквері на території міста.
В центральній частині міста з густим населенням та щільною забудовою допускається зменшення розмірів місць для вигулу тварин і збільшення їхньої кількості.
Місця для вигулу собак на дворових територіях мікрорайонів повинні влаштовуватися на відстані не менше 40 метрів від вікон житлових і громадських будинків, майданчиків для гри, відпочинку, територій шкіл, деяких дитячих дошкільних установ, спортивних майданчиків.
Покриття місць та зон для вигулу собак повинно бути піщано-земляним, гравійно-піщаним, з трави (суцільна низька рослинність). Поверхня майданчика повинна бути рівною.

### Обладнання місць та зон для вигулу собак
Всі місця та зони для вигулу повинні бути обладнані спеціальними попереджувальними знаками про вигул собак, а також табличками із зазначенням назв та телефонів установ, які відповідають за санітарний стан цих майданчиків або зон вигулу. Крім цього, місця та зони для вигулу домашніх тварин повинні бути обладнані контейнерами для збору сміття та екскрементів.
Особи, які вигулюють собак, повинні прибирати послід за твариною.
У разі відсутності можливості обладнання місць для вигулу тварин, дозволяється вигулювати їх на прибудинкових територіях з тильної або технічної сторони будинку, про що повинен свідчити відповідний попереджувальний знак.
Місця та зони для вигулу собак повинні використовуватися лише за призначенням.

## Хвороби
- Дипілідіоз
- Лептоспіроз
- Лишай
- Токсокароз
- Правець
- Сказ
- Чумка

## Агресія
Види агресії: територіальна, харчова, соціальна, статева.
Для прикладу, аналіз звернень мешканців м. Омська за медичною допомогою з травмами від укусів собак у період 2006—2010 років дав такі результати: 69 % укусів було нанесено домашніми відомими потерпілому собаками і 30,6 % — домашніми невідомими, бродячі пси кусали рідко — в 0,36 % випадків. У весняно-літній період за медичною допомогою з травмами від укусів собак люди звертаються достовірно частіше, ніж узимку і восени. Діти страждають від укусів собак частіше, ніж дорослі. Жінок собаки кусають рідше (на ~30 %), ніж чоловіків.

## Цікаві факти
- За підрахунками Асоціації виробників товарів для домашніх тварин (США) майже 40 % американських родин тримають собак[5]. Загалом у країні нараховується понад 78 мільйонів псів[5].
- Пекінез Паггі, десять років від роду, у 2011 потрапив до Книги рекордів Гіннеса як володар найдовшого язика на планеті серед собак. Його довжина становить 11,43 см.
- Данець Зевс із США зростом 1,12 м потрапив до Книги рекордів Гіннеса.[6]
- Найбільшою собакою в світі є великий данець на ім'я Джордж. Зріст Джорджа становив 1,092 метра, повна довжина (від хвоста до носа) — 221 сантиметр, а вага — близько 110 кг. На рік такому псові потрібно більше 600 кг корму.[7]
- Згідно з офіційним сайтом Книги рекордів Гіннеса титул найменшого собаки у світі вже котрий рік поспіль підтверджує крихітний чивава на прізвисько Бу-Бу (англ. Boo-Boo). Цей рекордсмен на зріст 10,16 см і вагою 675 гр.[8]
- За результатами дослідження, яке в 2023 році було проведене американськими вченими та опубліковане у журналі Evolution, Medicine & Public Health, з'ясовано, що на здоров'я та довголіття собак впливають як соціальні, так і фізичні фактори їх життя. Вчені виділили п'ять ключових факторів соціального середовища собаки — благополуччя району, загальний дохід сім'ї, час спілкування з дітьми, час спілкування з іншими тваринами та вік власника. Саме ці фактори мали найбільший вплив на здоров'я домашніх тварин та їх благополуччя[9][10].